# Gwinea Równikowa
Gwinea Równikowa (hiszp. Guinea Ecuatorial; fr. Guinée Équatoriale; port. Guiné Equatorial); oficjalna nazwa państwa to Republika Gwinei Równikowej (hiszp. República de Guinea Ecuatorial; fr. République de Guinée Équatoriale; port. República da Guiné Equatorial) – państwo położone w centralnej Afryce. Jest to jedno z najmniejszych państw tego kontynentu oraz jedyne, gdzie językiem urzędowym jest hiszpański. W czasach kolonialnych występowało pod nazwą Gwinea Hiszpańska. Graniczy od północy z Kamerunem oraz od południa i wschodu z Gabonem. Wybrzeża państwa oblewają wody Zatoki Gwinejskiej będącej częścią Oceanu Atlantyckiego. Wody terytorialne od zachodu dzieli z Wyspami Świętego Tomasza i Książęcą oddalonymi od niej o ok. 230 km. Terytorium Gwinei Równikowej składa się z dwóch części: kontynentalnej i wyspiarskiej. Kontynentalna część państwa, zwana Rio Muni lub Mbini, leży na półkuli północnej, a należąca doń wyspa Annobón na południowej.
Od tysięcy lat teren obecnego państwa zamieszkiwali tubylcy. Kontynentalną część państwa zamieszkiwali Fangowie, zaś na wyspie Bioko osiadł lud Bubi. Pod koniec XV w. nastąpiła ekspansja kolonialna. Terytorium Gwinei Równikowej odkryli Portugalczycy i oni początkowo nim władali. Po wejściu w życie postanowień traktatu z El Pardo stał się on kolonią hiszpańską. Pod koniec XIX w. rosła liczba buntów lokalnej ludności, ale i też Hiszpanie silniej zaciskali swoje więzy kolonialne z Gwineą Hiszpańską. Zakładali plantacje kakaowca i kawy. Gwinea Równikowa uzyskała niepodległość w 1968 r., na której pierwszą dekadę przypadł totalitarny terror Francisco Macíasa Nguemy, a kolejne pół wieku dyktatura jego dawnego współpracownika i krewnego – Teodoro Obianga Nguemy Mbasogo.
Gwinea Równikowa to państwo rozwijające się. Dochody czerpie głównie z rolnictwa, wydobycia ropy naftowej i gazu ziemnego oraz przemysłu drzewnego. Jako kraj wielokulturowy posiada trzy języki urzędowe oraz wiele plemiennych w codziennym użyciu.

## Etymologia nazwy
Obecną nazwę, Gwinea Równikowa, nadano po odzyskaniu niepodległości w 1963 r. Przyjęto ją ze względu na położenie kraju nad Zatoką Gwinejską (przebiega przez nią równik) oraz niewielkie oddalenie od równika.

## Symbole państwowe
Narodowe symbole Gwinei Równikowej są zaczerpnięte z bogatej przyrody i historii państwa.

### Herb i flaga
Herb Gwinei Równikowej ma kształt tarczy. Na jej białym polu widnieje puchowiec pięciopręcikowy, pod którym król Bonkoro w 1843 r. podpisał traktat z Hiszpanią. Pod tarczą umiejscowiona jest wstęga z dewizą „Jedność, pokój, sprawiedliwość” (hiszp. Unidad, paz, justicia). Z kolei nad nią znajduje się sześć gwiazdek symbolizujących poszczególne części kraju: część kontynentalną i wyspy: Bioko, Annobón, Elobey Grande, Elobey Chico i Corisco. Czterokolorowa flaga jest w proporcjach 3:2. W centrum umieszczony jest herb. Barwy jej (biały, niebieski, zielony, czerwony) odwołują się do historii i uwarunkowań geograficznych kraju. Obowiązuje ona od 1979 r.

### Hymn
Słowa pieśni Caminemos pisando la senda napisał Atanasio Ndongo Miyone. Muzykę skomponował Hiszpan Ramiro Sánchez López. W nagrodę dostał 25 000 peso. Hymn ma nastrój patriotyczny i wyraża antykolonialną postawę. Został przyjęty w dniu odzyskania niepodległości, 12 października 1968 r.

## Geografia

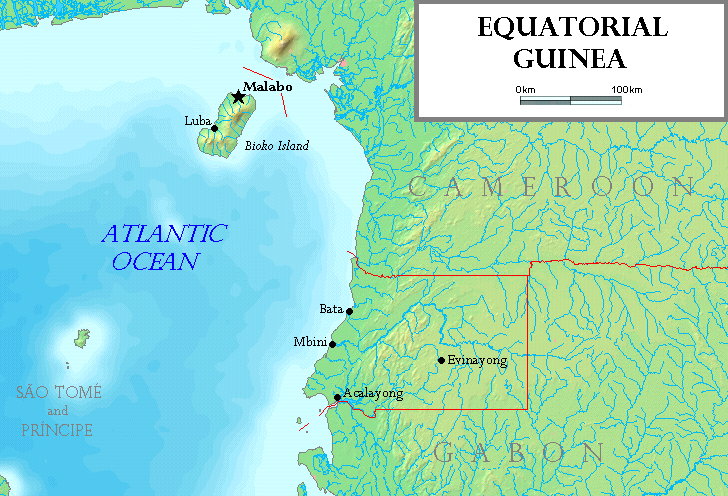
Mapa Gwinei Równikowej

### Położenie
Gwinea Równikowa to niewielkie państwo położone w równikowej części Afryki. Jego powierzchnia wynosi 28 051 km², co daje mu 141. miejsce na świecie Sąsiaduje z Gabonem i Kamerunem. Od zachodu oblewają go wody Zatoki Gwinejskiej (część Oceanu Atlantyckiego). Terytorium wodne Gwinei Równikowej graniczy z wodami Wysp Świętego Tomasza i Książęcej. Łączna długość granic wynosi 539 km (350 km z Gabonem, 189 km z Kamerunem). Podzielona jest ona na dwie części: dużą (2017 km²), wulkaniczną wyspę Bioko (za czasów kolonialnych Fernando Poo) i kontynentalną Mbini (pod rządami Hiszpanów Rio Muni). Kontynentalna część Gwinei Równikowej – Mbini o powierzchni 26 017 km²– leży w zachodniej części centralnej Afryki, wciśnięta między Kamerun i Gabon. Do Gwinei Równikowej należy też niewielka (17,5 km²) wulkaniczna wyspa w Zatoce Gwinejskiej – Annobón, położona ok. 600 km na południowy zachód od Bioko. Do tego dochodzą pomniejsze przybrzeżne wyspy, m.in. Corisco (15 km²), Elobey Grande (2,27 km²), Elobey Chico (0,19 km²) i Mbañe (0,30 km²).

### Ukształtowanie powierzchni
W Gwinei Równikowej wyróżnić można dwa obszary: nizinny ciągnący się wzdłuż brzegów i wyżynno-górzysty zajmujący pozostałą, zdecydowanie większą część państwa.
Linia brzegowa Mbini, podobnie jak należących do Gwinei Równikowej wysp, jest słabo rozwinięta. Dalej na wschód teren Rió Muni staje się pofałdowany i przechodzi w wyżyny i góry. Wzniesienia są niskie i mają przeważnie 500–800 m n.p.m., a najwyższym szczytem jest Monte Mitra (1200 m n.p.m.). Zbocza wzniesień porasta bujna roślinność wilgotnych lasów deszczowych.
Wszystkie wyspy Gwinei Równikowej są pochodzenia wulkanicznego. Największa z nich Bioko (2017 km²) znajduje się na północ od lądu, 40 km od wybrzeży Kamerunu w Zatoce Bonny (Biafra) stanowiącej część Zatoki Gwinejskiej. Teren wyspy jest górzysty i mocno zalesiony. Bioko cechuje się także stromym i skalistym wybrzeżem, gdzie można znaleźć sporo ukrytych, kamienistych plaż. Największy szczyt wyspy i Gwinei Równikowej Pico Basilé (w czasach kolonialnych Santa Isabel) jest tak naprawdę podwodnym wulkanem mającym 3011 m n.p.m. Gwinea Równikowa położona jest na tarczy krystalicznej w obrębie Płyty afrykańskiej. Skały zbudowane są głównie z granitu pochodzącego z prekambru. Tylko nizinne wybrzeża są zbudowane ze skał osadowych.

### Wody
Za sprawą położenia Gwinei Równikowej w obszarze klimatu równikowego, wybitnie wilgotnego występuje tu dużo rzek. Są one jednak krótkie, a do najdłuższych w kraju należą: Río Benito (338 km) i Río Utamboni. Wszystkie rzeki należą do zlewiska Oceanu Atlantyckiego. Ponadto na górskich progach skalnych występują wodospady.

### Wyspy
| Nazwa         | Powierzchnia (km²) | Liczba ludności | Prowincja                        |
| ------------- | ------------------ | --------------- | -------------------------------- |
| Bioko         | 2017               | 592066          | Bioko Północne, Bioko Południowe |
| Annobón       | 17                 | 20741           | Annobón                          |
| Corisco       | 15                 | 1004            | Prowincja Nadmorska              |
| Elobey Grande | 2,27               | bezludna        | Prowincja Nadmorska              |
| Elobey Chico  | 0,19               | bezludna        | Prowincja Nadmorska              |

### Klimat
Obszar Gwinei Równikowej znajduje się pod wpływem klimatu równikowego wybitnie wilgotnego. Klimat ten cechuje występowanie dwóch pór deszczowych w ciągu całego roku (luty–czerwiec oraz wrzesień–grudzień). Średnia temperatura maksymalna notowana w stolicy kraju (Malabo) waha się od 31,0 °C (1993) do 33,4 °C (1998). Średnia temperatura minimalna waha się od 13,4 °C (1991) do 21,7 °C (2003). Roczna suma opadów wynosi od 1459 mm (1994) do 2700 mm (2002), co znajduje odzwierciedlenie w liczbie dni z opadami deszczu – od 121 do 249. Największe opady występują na wyspie Bioko, podczas gdy w części kontynentalnej opady są niższe. Wilgotność względna minimalna wynosi od 71,8 do 74,7%, natomiast maksymalna sięga od 97,2 do 99,7%. Bliskość oceanu sprawia, że wahania temperatur w ciągu roku są niewielkie. Średnie miesięczne temperatury powietrza wynoszą ok. 26 °C. Średnie roczne ciśnienie atmosferyczne waha się w granicach od 1005,2 do 1009,3 hPa.

### Flora
W szacie roślinnej Gwinei Równikowej dominuje typowa dla strefy klimatu równikowego wybitnie wilgotnego formacja roślinna, czyli wiecznie zielone lasy tropikalne, popularnie zwane dżunglą. Występuje tu ok. 2741 gatunków roślin (według innego źródła: 3250). Liczne są endemity np. Myrica arborea z rodziny woskownicowatych (Myricaceae). Tutejsze lasy, które zajmują 58,2% powierzchni kraju, pozostają wciąż niedokładnie przebadane (pod tym względem lepiej prezentują się lasy Kamerunu czy Gabonu) i w związku z tym wiele gatunków czeka na odkrycie. W sierpniu 2015 r. naukowcy odkryli nowy gatunek, Grossera angustifolia z rodziny wilczomleczowatych (Euphorbiaceae). Do bardziej znanych roślin należy mahoń, okume oraz wiele gatunków palm. Rozprzestrzenił się tu bardzo bananowiec, który został sprowadzony przez Europejczyków. Oprócz wilgotnych lasów deszczowych na obszarze Gwinei Równikowej, szczególnie na terenie podmokłych wybrzeży, rosną lasy namorzynowe.

### Fauna

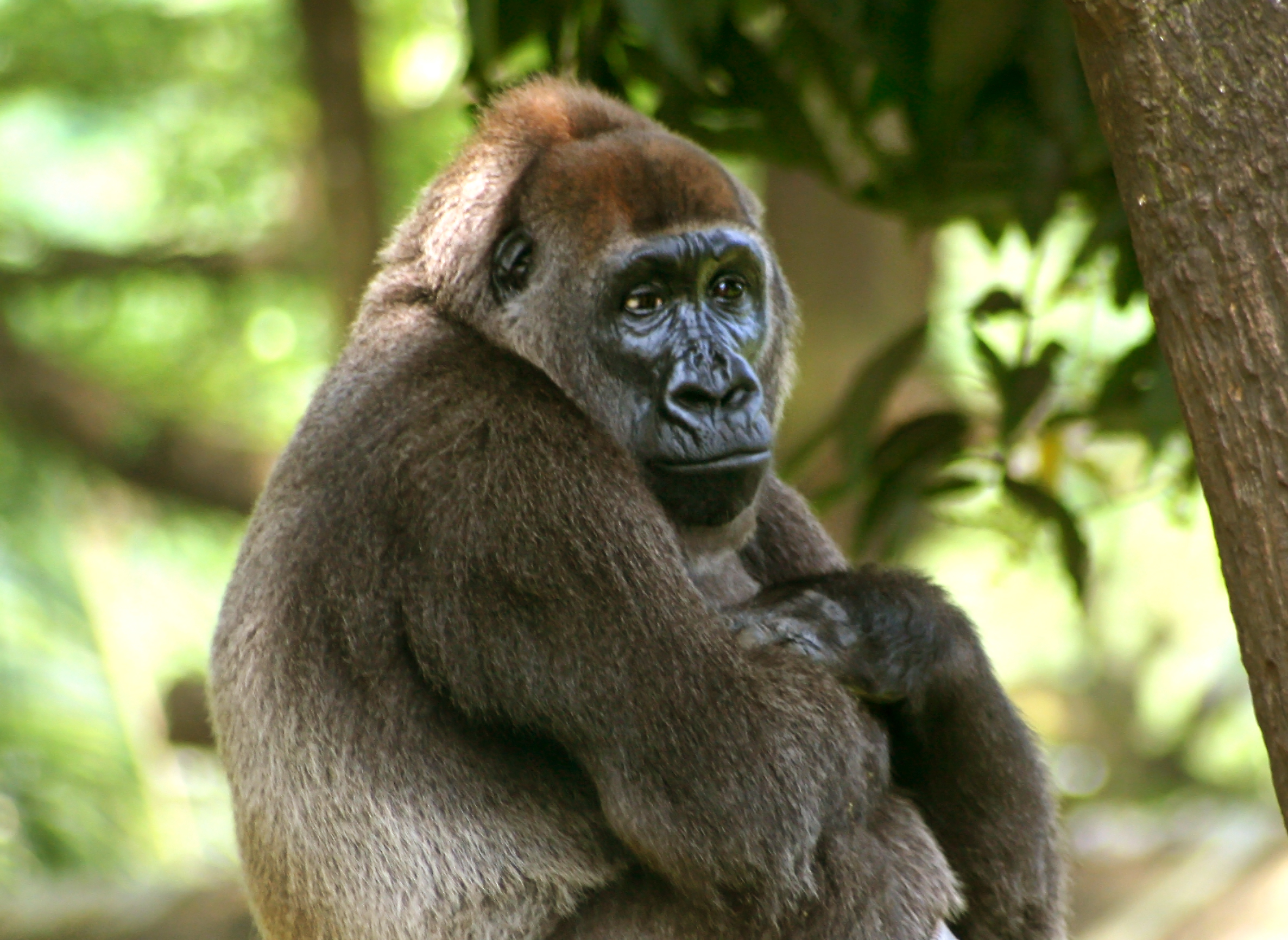
Goryl

Gwinea Równikowa może poszczycić się także bogatą fauną. Świat zwierząt reprezentują 194 gatunki ssaków, 418 gatunków ptaków oraz 91 gatunków gadów. Tropikalne puszcze Gwinei Równikowej są rajem dla małp. Występują tu goryle, szympansy, ale także rzadko występujące mandryle i gerezy czarne. Ponadto tutejsze lasy zamieszkują słonie leśne, lamparty, antylopy (np. sitatunga) oraz krokodyle. W Gwinei Równikowej występuje również największy płaz bezogonowy świata – żaba goliat. Podobnie jak flora, tak i fauna nie została jeszcze dobrze przebadana.

### Ochrona przyrody
Bogactwo przyrodnicze Gwinei Równikowej zagrożone jest przez rabunkową gospodarkę leśną oraz kłusownictwo. W odpowiedzi na ten problem powołano w 2000 r. trzynaście parków narodowych na czele z największym obszarem chronionym Gwinei Równikowej Parkiem Narodowym Monte Alén. Prowadzone są też akcje edukacyjne w celu zwiększenia świadomości społeczeństwa na temat bogactwa przyrodniczego kraju i jego zagrożenia. Dodatkowo każda firma w Gwinei Równikowej musi dowieść, że jej działalność nie będzie szkodzić naturze. Władze kraju ograniczyły eksport drewna oraz starają się chronić lasy przed kłusownikami. Gwinea Równikowa weszła także w skład międzynarodowych organizacji mających na celu ochronę przyrody:Komisji Ochrony Ekosystemów Leśnych Afryki Centralnej (COMOIFAC), UNEP (ang. United Nations Environment Programme) i CMS (ang. Convention on Migratory Species od Wild Animals).

## Historia

### Czasy przedkolonialne
Jest to najsłabiej poznana część dziejów Gwinei Równikowej. Pierwszymi mieszkańcami kontynentalnej części Gwinei Równikowej byli prawdopodobnie Pigmeje, których izolowane osady można znaleźć w północnej części regionu Mbini. Osiedli oni tu ok. V w. W XVII–XIX wieku na dzisiejsze obszary Río Muni przybyli przedstawiciele ludów Bantu – lud Fang, zaś na wyspę Bioko migrowali przedstawiciele ludu Bubi, zamieszkującego Kamerun i Mbini. Wyspę Corisco zamieszkiwały ludy Benga. Mieszkańcy Annobón pochodzący z Angoli zostali sprowadzeni przez Portugalczyków.

### Czasy kolonialne

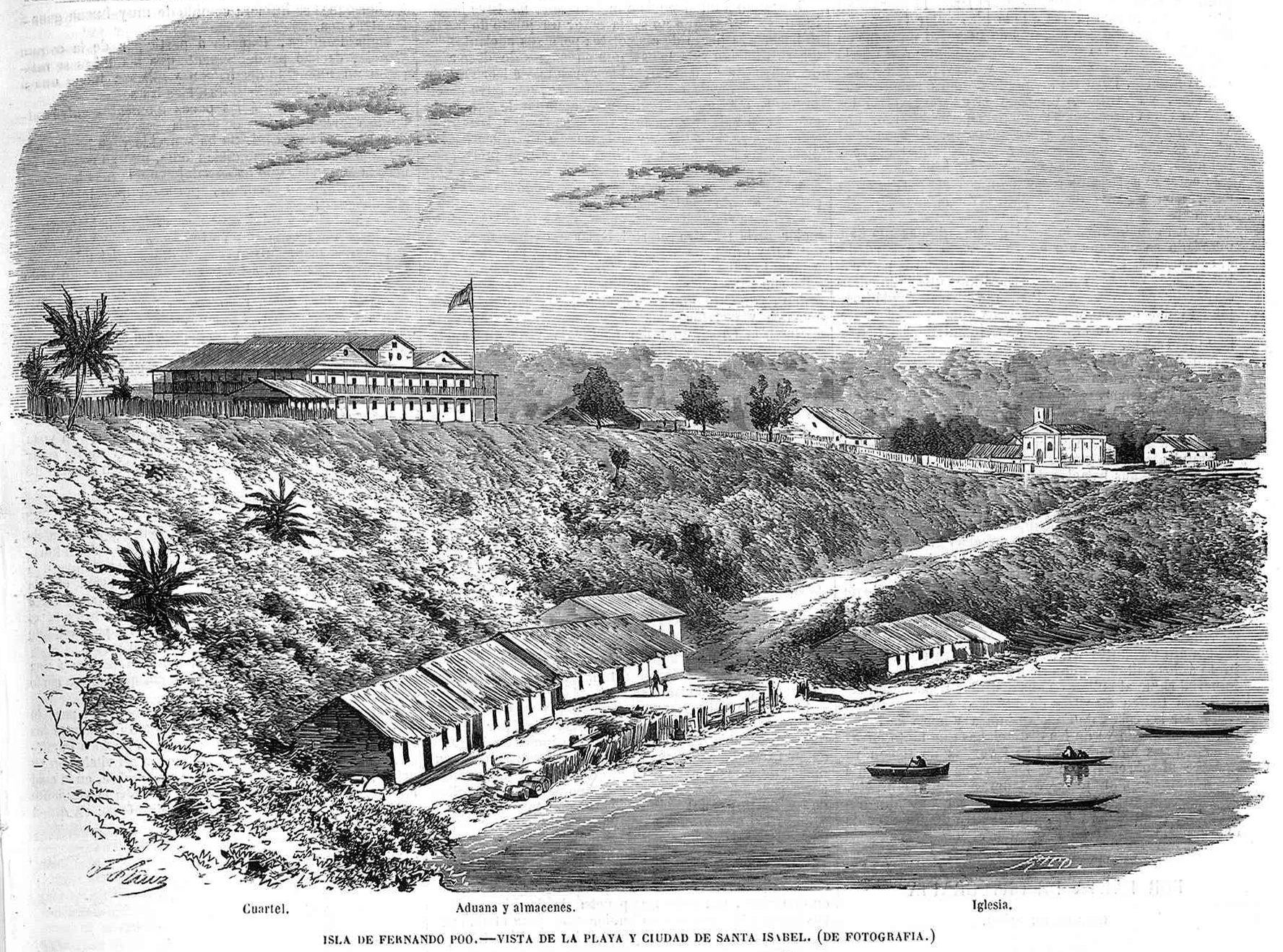
Widok na wyspę Fernando Poo

Pierwszym Europejczykiem, który tu przybył w 1471 r., był portugalski odkrywca wyspy Bioko Fernão do Pó, który dotarł tu w poszukiwaniu morskiej drogi do Indii. Nadał on wyspie nazwę Flor Formosa, co oznacza po portugalsku „piękny kwiat”. Szybko jednak przyjęła się nazwa od imienia jej odkrywcy, później zhispanizowana na Fernando Poo. 1 stycznia 1472 r. Portugalczycy odkryli kolejną wyspę nazywając ją Anno Bom (port. Dobry Rok). Wyspy te zostały zasiedlone przez Portugalczyków już w 1474. Zachowali kontrolę nad wyspami i wybrzeżem Gwinei aż do 1778, kiedy to na mocy traktatu z El Pardo scedowali prawo do tego obszaru Hiszpanii w zamian za terytoria w Ameryce Południowej. Obecne terytorium Gwinei Równikowej weszło w skład Wicekrólestwa La Platy W latach 1827–1843 Brytyjczycy utworzyli na wyspie Bioko bazę wypadową do zwalczania handlu niewolnikami w Zatoce Gwinejskiej. Kontynentalna część dzisiejszej Gwinei Równikowej, zwana przez Hiszpanów Rio Muni lub Hiszpańska Gwinea Kontynentalna (hiszp. Guinea Continental Española), stała się hiszpańskim protektoratem w 1885, a kolonią – w 1900. Ponadto na początku XX wieku wydzielone były dwie kolonie wyspiarskie Elobey, Annobón y Corisco oraz Fernando Póo. W 1909 zostały one połączone jako Hiszpańskie Terytoria Zatoki Gwinejskiej (Territorios Españoles del Golfo de Guinea), choć częściej używana była nazwa Gwinea Hiszpańska. Od 1935 używano podziału na część wyspiarską (Fernando Póo ze stolicą w Santa Isabel i kontynentalną (Guinea Continental ze stolicą w Bata). Podział ten był widoczny choćby podczas hiszpańskiej wojny domowej, kiedy to dzisiejsze Bioko popierało rebelię, a Río Muni pozostało wierne republice. 1 kwietnia 1960 dwa dystrykty zmieniły swój oficjalny status kolonii na prowincje zamorskie Fernando Póo i Río Muni. W 1963 zostały ponownie połączone, by utworzyć zamorski region autonomiczny Gwinei Równikowej. 11 sierpnia 1968 r. przeprowadzono referendum dotyczące konstytucji, a we wrześniu powołano prezydenta, którym został popieramy przez wycofujących się Hiszpanów Francisco Macías Nguema. Ostatecznie Gwinea Równikowa uzyskała niepodległość 12 października 1968. 6 listopada 1968 roku na podstawie Rezolucji Rady Bezpieczeństwa ONZ nr 260 Gwinea Równikowa została członkiem ONZ.

### Niepodległa Gwinea Równikowa

#### Dyktatura Francisco Macíasa (1968–1979)

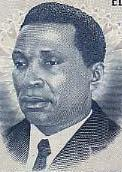
Francisco Macías Nguema pierwszy prezydent Gwinei Równikowej, zwany „Pol Potem” Gwinei

Pierwszy prezydent Gwinei Równikowej Francisco Macías Nguema służył wcześniej w kolonialnej administracji. Wywodził się z populistycznego ugrupowania MONALIGE, a w początkowym okresie rządów popierał idee wolnego i liberalnego społeczeństwa. Władzę sprawowała koalicja czterech partii politycznych reprezentujących interesy poszczególnych grup etnicznych. Już po upływie niecałego roku prezydent zaostrzył kurs, zlikwidował wszystkie działające w kraju partie polityczne i zaczął budować dyktaturę totalitarną. Na skutek szowinistycznej polityki rządu w marcu 1969 roku z Gwinei Równikowej wyjechało 7000 Hiszpanów. Wielu z nich stanowiło siłę wysoko wykwalifikowanych i wykształconych pracowników, których brak doprowadził do załamania się gospodarki. W 1970 roku doszło do sporu między Gwineą a Gabonem o wyspę Mbagne. Oba państwa rościły do niej pretensje, gdyż leżała w rejonie obfitującym w zasoby gazu ziemnego i ropy naftowej. W 1970 prezydent Bongo wysłał wojsko w celu okupacji wyspy. W 1972 państwa zobowiązały się rozwiązać spór polubownie, czego jednak nie udało się wypracować. W 1971 roku doszło do nieudanego zamachu stanu. W 1972 roku Macías Nguema ogłosił się dożywotnim prezydentem, a swoje rządy z czasem oparł na klanie Esangui i fanatycznym szczepie Fan, który ogłosił go mianem „Wielkiego Czarownika”. Służby przeprowadziły czystkę opozycji wewnątrzrządowej, a następnie dokonały serii morderstw domniemanych przeciwników Macíasa, a także osób zwyczajnie mu nieodpowiadających. Nieustanne łamanie praw człowieka przez wojsko i inne służby sprawiło, że za jego rządów z kraju wyjechało około 125 tysięcy mieszkańców. Prezydent budował kult jednostki, który starał się wdrożyć o katolicyzm, a duchownych niepopierających go poddał surowym represjom. Do kryzysu gospodarczego doprowadził pogarszający się stan zdrowia psychicznego prezydenta, który zaczął wydawać coraz bardziej abstrakcyjne rozporządzenia, które rujnowały gospodarkę kraju. Katastrofalna w skutkach okazała się szczególnie decyzja o likwidacji Banku Centralnego. W obliczu kryzysu, 3 sierpnia 1979, prezydent został obalony, a następnie stracony przez swojego siostrzeńca, przywódcę wojskowego puczu Teodoro Obiang Nguema Mbasogo.

#### Dyktatura Teodoro Obianga (od 1979)

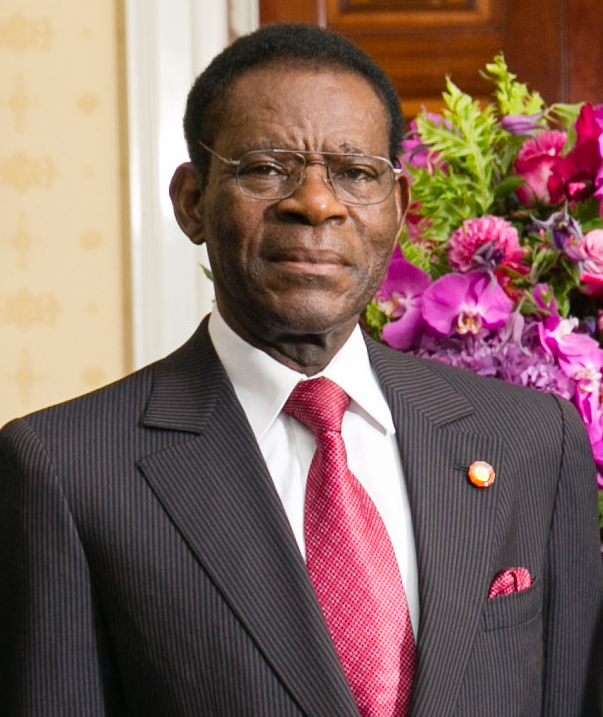
Teodoro Obiang Nguema Mbasogo – drugi prezydent Gwinei Równikowej, nadal sprawuje swój urząd

Po puczu, Nguema Mbasogo został nowym prezydentem kraju. W początkowej fazie jego rządów doszło do kilku nieudanych puczów. Do pierwszej próby zamachu doszło w kwietniu 1981, a następnie w maju i w listopadzie 1983. Mimo niepewnej sytuacji, rząd Hiszpanii jako pierwszy uznał nowe władze oraz zaoferował pomoc finansową i techniczną. Rząd uznało też Maroko, któremu pozwolono na stacjonowanie wojsk na terenie Gwinei od roku 1979 do 1994. Już na początku lat 80. XX w. Obiang podjął próbę ograniczenia wpływów hiszpańskich i ściślejszego powiązania kraju z francuskojęzyczną strefą gospodarczą. W grudniu 1983 Gwinea Równikowa została członkiem Unii Celnej i Gospodarczej Afryki Środkowej. W sierpniu dołączyła do Banku Państw Afryki Środkowej, a w styczniu 1985 weszła do strefy walutowej franka, zastępując dotychczasową walutę ekwele frankiem CFA. Wzrastający poziom francuskich wpływów w gospodarce miał odzwierciedlenie w regularnym uczestnictwie prezydenta Obianga w Szczytach Francusko-Afrykańskich i rozszerzeniu programu nauczania języka francuskiego w szkołach. W lutym 1998 język francuski został drugim oficjalnym językiem w Gwinei Równikowej.
Obiang ogłosił przywrócenie rządów prawa i zerwanie z represyjnymi działaniami swego poprzednika, jednak utrzymał zakaz działalności partii politycznych i sprawował władzę poprzez Najwyższą Radę Wojskową, która zdominowana była przez członków jego własnego klanu Esangui. Z powodu rosnącej presji ze strony opozycyjnych grup na uchodźstwie i potrzeby zagwarantowania międzynarodowej pomocy finansowej, zmuszony był uczynić pewne polityczne ustępstwa. Jednym z jego posunięć było ułaskawienie dawnych więźniów politycznych W grudniu 1981 w skład Najwyższej Rady Wojskowej weszli pierwsi cywile. W 1982 opracowano projekt nowej konstytucji. W referendum z 15 sierpnia 1982 poparło ją 95,38% obywateli. Konstytucja gwarantowała ochronę praw człowieka i ograniczoną formę społecznej reprezentacji w organach władzy. Jednocześnie, razem z przyjęciem konstytucji, obywatele opowiedzieli się za objęciem przez Obianga stanowiska prezydenta na okres 7-letniej kadencji. W sierpniu 1983 odbyły się wybory parlamentarne, w których 41 deputowanych, wyznaczonych przez prezydenta, zostało wybranych do Izby Reprezentantów. Pomimo pozorów demokratyzacji prezydent tak jak jego poprzednik wprowadził kult własnej jednostki. W sierpniu 1987 Obiang Nguema ogłosił utworzenie prawicowej Partii Demokratycznej Gwinei Równikowej, jako jedynej legalnie działającej w kraju. W wyborach w lipcu 1988 jej przedstawiciele zdobyli 99,2% głosy poparcia i wszystkie mandaty w parlamencie. W wyborach prezydenckich z 25 czerwca 1989 (pierwszych od czasu niepodległości) Obiang, jako jedyny kandydat, z wynikiem 99,96% głosów poparcia, zapewnił sobie reelekcję na stanowisku prezydenta na kolejną kadencję. W przeciwieństwie do innych przywódców afrykańskich, Nguema na początku lat 90. odmówił przeprowadzenia demokratyzacji co poskutkowało starciami między służbami bezpieczeństwa a opozycją. Represjonowanie opozycji i łamanie praw obywatelskich doprowadziło do kryzysu w relacjach z Hiszpanią która do tej pory oprócz Francji pozostawała głównym sojusznikiem kraju. Problemem Gwinei Równikowej był również spór z Nigerią – państwa spierały się o podział bogatych w surowce mineralne wód. W 1988 Nigeria zagroziła nawet inwazją na wyspę Bioko z powodu rzekomego umieszczania na niej stacji satelitarnej. Sprawę zakończyło dopiero spotkanie przywódców dwóch państw w 1990. W 1994 państwa zgodziły się na powołanie międzynarodowej komisji w celu demarkacji granic morskich w Zatoce Gwinejskiej. W styczniu 1998 uzbrojeni napastnicy przeprowadzili ataki na cele wojskowe na wyspie Bioko. O zamach zostali oskarżeni członkowie separatystycznego ruchu MAIB. Ruch separatystyczny tworzyli głównie członkowie ludu Bubis.
Pod koniec lat 90. XX w. prezydent podjął próbę poprawy stosunków z UE. W styczniu 1998 UE ogłosiła jednakże, że nie podejmie współpracy z Gwineą Równikową do chwili znaczącego postępu kraju w przestrzeganiu praw człowieka. Relacje z UE zostały zamrożone, a w obliczu złych stosunków ze Stanami Zjednoczonymi, Gwinea Równikowa zmuszona została do szukania sojuszników spoza kręgu Zachodu a szczególnie z ChRL i Koreą Północną, Kubą i Meksykiem. Sytuacja zmieniła się po zamachach z 11 września 2001. W 2001 roku UE uruchomiła 5-letni program rozwojowy dla Gwinei Równikowej w wysokości 11 mln USD a USA stopniowo stały się największym inwestorem w Gwinei Równikowej, dokonując inwestycji głównie w sektorze naftowym. USA zapewniły oprócz tego pomoc w zakresie szkolenia i zaopatrzenia gwinejskiego wojska w celu podejmowania przez nie skutecznych operacji antyterrorystycznych i współuczestniczenia w operacjach stabilizacyjnych razem z wojskiem amerykańskim. W marcu 2002 ponad 140 członków grup opozycyjnych zostało aresztowanych pod zarzutem planowania zamachu stanu przeciw władzy prezydenta. W marcu 2003 na nowo odżył spór z Gabonem po tym jak prezydent Gabonu Omar Bongo wysłał na wyspę oddziały paramilitarne.
Na początku marca 2004 prezydent Obiang ogłosił wykrycie spisku mającego na celu przeprowadzenie w kraju zamachu stanu przeciwko jego władzy. Spiskowcy mieli zmierzać do przejęcia bogatych zasobów ropy naftowej i ustanowienia nowych władz. W Gwinei Równikowej zatrzymanych zostało 15 osób oskarżonych o udział w zamachu. O przygotowanie zamachu został oskarżony znany najemnik Simon Mann. 7 marca 2004 władze Zimbabwe zatrzymały Manna na lotnisku w Harare, razem z grupą 64 innych osób, na pokładzie samolotu wypełnionego po brzegi bronią. W lutym 2008 odbyła się jego ekstradycja do Gwinei Równikowej. Rząd Gwinei Równikowej utrzymywał, że w zamach zaangażowane były służby USA, Wielkiej Brytanii i Hiszpanii. Jednym z inspiratorów miał być również syn byłej premier brytyjskiej, Mark Thatcher. Sam Simon Mann w swoich zeznaniach potwierdził częściowo te przypuszczenia i ujawnił, że jego mocodawcy planowali uczynić Severo Moto Nsá, premiera rządu Gwinei Równikowej na uchodźstwie, nowym prezydentem Gwinei Równikowej. W okresie czwartej prezydentury Obianga doszło do kilku incydentów o charakterze zbrojnym lub zamieszek. W grudniu 2007 w Bacie i Malabo doszło do starć na tle etnicznym, po tym jak administracja oskarżyła obywateli Kamerunu o dokonanie napadu na bank. Obywatele tego państwa, w obawie przed przemocą, szukali schronienia w placówkach dyplomatycznych swojego kraju. 17 lutego 2009 władze oskarżyły nigeryjskich bojowników z Ruchu na Rzecz Wyzwolenia Delty Nigru o ostrzelanie pałacu prezydenckiego. Ruch zaprzeczył jednak jakiemukolwiek udziałowi w incydencie. W 2011 r. ogłoszono planowane na 2020 r. przeniesienie stolicy z Malabo do Oyala (w trakcie budowy).

## Polityka

### Ustrój polityczny
Nominalnie na mocy konstytucji z 1991 r. Gwinea Równikowa jest demokratyczną republiką konstytucyjną. Głową państwa, jak i szefem rządu jest prezydent. Jest też republiką prezydencką. W rzeczywistości prezydent Obianga sprawuje rządy dyktatorskie, podczas których dochodzi do łamania konstytucji i praw człowieka.

#### Konstytucja
Obecny tekst konstytucji (hiszp. Ley Fundamental de Guinea Ecuatorial) pochodzi z 1991 r. Jest to czwarta konstytucja Gwinei Równikowej (pierwsza została uchwalona w 1968 r.). Zastąpiła ona konstytucję z 1982 r., którą napisano przy pomocy ONZ. Konstytucję wprowadzono w życie po referendum, które odbyło się bez udziału zagranicznych obserwatorów. Za jej przyjęciem było 98,36% obywateli. Od tego momentu przeszła trzy duże reformy. W 1995 r. zmieniono w części lub całkowicie aż 24 artykuły. Następnie, w 1998 r., dokonano zmiany w art. 4. Zapis ten dotyczył wprowadzenia francuskiego jako trzeciego języka urzędowego. Tym samym jednostką monetarną Gwinei Równikowej mógł się stać frank CFA. Ostatnią reformą była ta z 2011 r. Na mocy ostatniej reformy wprowadzono nowe instytucje państwowe (np. Senat, wiceprezydenta) oraz poszerzono władzę prezydenta. Określono również czas sprawowania jednej kadencji przez prezydenta i ich maksymalną liczbę (dwie kadencje trwające siedem lat każda). Konstytucja określa prawne ramy państwa. Spisano ją w języku hiszpańskim. Składa się z preambuły i 134 artykułów. Wprowadza ona trójpodział władzy na wykonawczą, ustawodawczą i sądowniczą. Największe uprawnienia ma prezydent. Wraz z kolejnymi reformami zwiększona zostaje jego władza ograniczając tym samym rolę premiera. Ponadto w konstytucji (art. 5) zapisano podstawowe prawa każdego obywatela Gwinei Równikowej. Jednak nie są one przestrzegane.

#### Parlament
Parlament Gwinei Równikowej, od wprowadzenia w życie ostatniej poprawki do konstytucji w 2012 r., jest dwuizbowy (wcześniej jednoizbowy ze Zgromadzeniem Narodowym liczącym 80 członków). Izbę niższą stanowi Izba Reprezentantów Ludowych (hiszp. Camara de Representantes del Pueblo). Na mocy wspomnianej wcześniej reformy wprowadzono instytucję Senatu (hiszp. Senado) jako izby wyższej parlamentu. Do Izby Reprezentantów Ludowych wybieranych 100 deputowanych na pięcioletnią kadencję. Senat liczy 70 członków. Pierwsze wybory do Senatu odbyły się w 2013 r. Obywatele wybierali 55 senatorów, bowiem 15 członków wskazuje prezydent.

#### Władza wykonawcza
Według prawa Gwinei Równikowej zadania władzy wykonawczej sprawuje rząd z powoływanym przez prezydenta premierem. Premier pełni funkcję marginalną. Bowiem niemal cała władza wykonawcza skupiona jest w rękach prezydenta. Obecnie funkcję tę pełni Teodoro Obiang Nguema Mbasogo. Urząd sprawuje od 1979 r. i tym samym jest najdłużej rządzącym dyktatorem Afryki. Niektóre uprawnienia prezydenta:
- desygnacja premiera
- ustalanie składu rządu
- powoływanie 15 członków Senatu
- wskazywanie zarządców prowincji
- mianowanie i odwoływanie wszystkich osób pracujących w sądownictwie
- rozwiązywanie Izby Reprezentantów Ludowych
- rozpisywanie nowych, przedterminowych wyborów
- ratyfikacja i renegocjacja traktatów międzynarodowych
- zmiana prawa przy pomocy dekretów
- ścisły nadzór nad siłami zbrojnymi jako najwyższy dowódca armii.

### Partie polityczne
Główną i zarazem rządzącą partią jest Demokratyczna Partia Gwinei Równikowej (hiszp. Partido Democrático de Guinea Ecuatorial), w skrócie PDGE. Wcześniej, rządzącą partią była Zjednoczona Narodowa Partia Robotnicza (hiszp. Partido Único Nacional de los Trabajadores, PUNT). W 1991 r. zalegalizowano w kraju inne partie, oprócz rządzącej od czasów powstania w 1987 r. PDGE. Partia ta założona została przez aktualnego prezydenta Teodoro Obianga i w każdych wyborach do Parlamentu Gwinei Równikowej zdobywa przytłaczającą większość głosów. W rezultacie nie ma tu poważnych ruchów opozycyjnych (wielu liderów i członków opozycji wyemigrowało), a większość zarejestrowanych partii politycznych należy do koalicji PDGE. Większe partie opozycyjne to Konwencja Liberalno-Demokratyczna, Partia Postępu (zdelegalizowana w 1997 r.) oraz Konwencja Socjaldemokratyczna i Ludowa (CPDS). Obecnie największe znaczenie ma CPDS, która zdoła wprowadzić niewielką liczbę deputowanych do parlamentu.

## System prawny

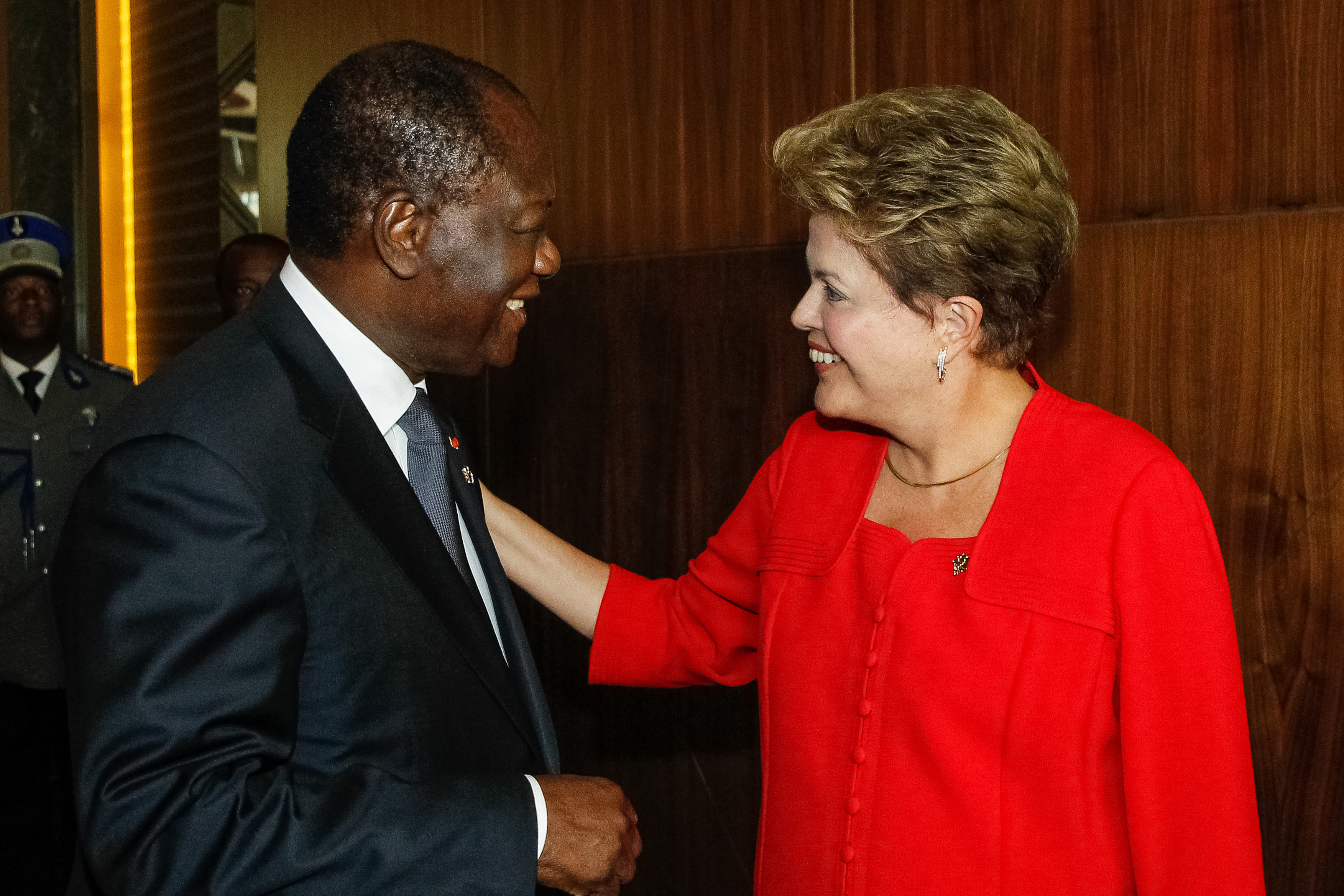
Alassane Ouattara z Dilmą Roussef

System sądowniczy oparty został na hiszpańskim prawie cywilnym oraz tradycyjnych rozwiązaniach zamieszkujących tu ludów. Sądy kontrolowane są przez prezydenta, który powołuje i odwołuje pracowników sądownictwa. Najwyższą instancję stanowi Sąd Najwyższy Gwinei Równikowej. Na niższym szczeblu stoją sądy apelacyjne oraz prowincjonalne sądy pierwszej instancji. Istnieją także sądy wojskowe. Drobne sprawy cywilne i kryminalne orzekają sądy tradycyjne, gdzie sędziami jest starszyzna plemienna. Kwestie związane z konstytucją i wyborami rozstrzyga Trybunał Konstytucyjny liczący pięciu członków. System prawny będący połączeniem hiszpańskiego prawa cywilnego z czasów gen. Franco, prawa wojskowego oraz plemiennego działa źle. Często oskarżonemu nie jest przyznawany adwokat i nie może się on odwołać od wyroku. Problemem jest także korupcja.

## Prawa człowieka
Poważnym problemem Gwinei Równikowej jest nieprzestrzeganie praw człowieka. Według organizacji Freedom House Gwinea Równikowa jest jednym z najgorzej przestrzegającym prawa obywatelskie i polityczne krajem świata. Stanowisko to potwierdzają także raporty wiodących organizacji walczących na rzecz praw człowieka, jak Human Rights Watch czy Amnesty International. Obecnie oskarżenia stawiane są rządzącemu nieprzerwanie od 1979 r. dyktatorowi Teodoro Obiangowi. Jego rządy naznaczone są mniejszym reżimem i terrorem w porównaniu z czasami byłego lidera państwa Francisco Macíasa. Jednak Teodoro Obiang nie wystrzegł się kultu własnej osoby i przypisywania zaszczytnych tytułów. Ulubionym jego przydomkiem jest Szef (hiszp. Jefe). Używa także: Lord Wielkiej Wyspy Bioko, Annobon i Río Muni, Wielki Generał Alifanfarón. Chociaż Gwinea Równikowa posiada duże złoża ropy naftowej i gazu ziemnego to pieniądze z wydobycia surowców wzbogacają kieszenie prezydenckiej rodziny zamiast służyć społeczeństwu, które żyje w biedzie. W zagranicznych mediach pojawiają się doniesienia o domniemanym kanibalizmie prezydenta. Polityka Obianga charakteryzuje się tendencją do autorytaryzmu – zwalczana jest opozycja, a wybory są fałszowane. Objawia się to choćby w restrykcyjnym prawie wyborczym, bowiem o urząd prezydenta ubiegać się nie może osoba posiadająca dwa obywatelstwa i zamieszkująca od 10 lat poza granicami kraju. Zapis ten wyklucza wielu działaczy opozycyjnych przebywających na emigracji. Ponadto wybory pełne są nadużyć. W kraju obserwowana jest dyskryminacja walczącej o niezależność wyspy Bioko ludności Bubi (Teodoro Obiang należy do Fangów). Władza ograniczyła też wolność prasy, słowa i zgromadzeń. Najwięcej zarzutów dotyczy łamania praw człowieka osób przebywających w więzieniach. Liczne są przypadki stawiania niesłusznych zarzutów, a oskarżeni podczas niedbale prowadzonych procesów nie mogą się bronić. W więzieniach wobec aresztowanych stosuje się tortury. Ponadto w państwowej władzy na każdym szczeblu szerzy się korupcja. Gwinea Równikowa to także miejsce, gdzie kobiety i dzieci zmusza się do nielegalnej pracy i prostytucji. Pochodzą oni z sąsiednich krajów, ale też i Azji.

## Stosunki międzynarodowe

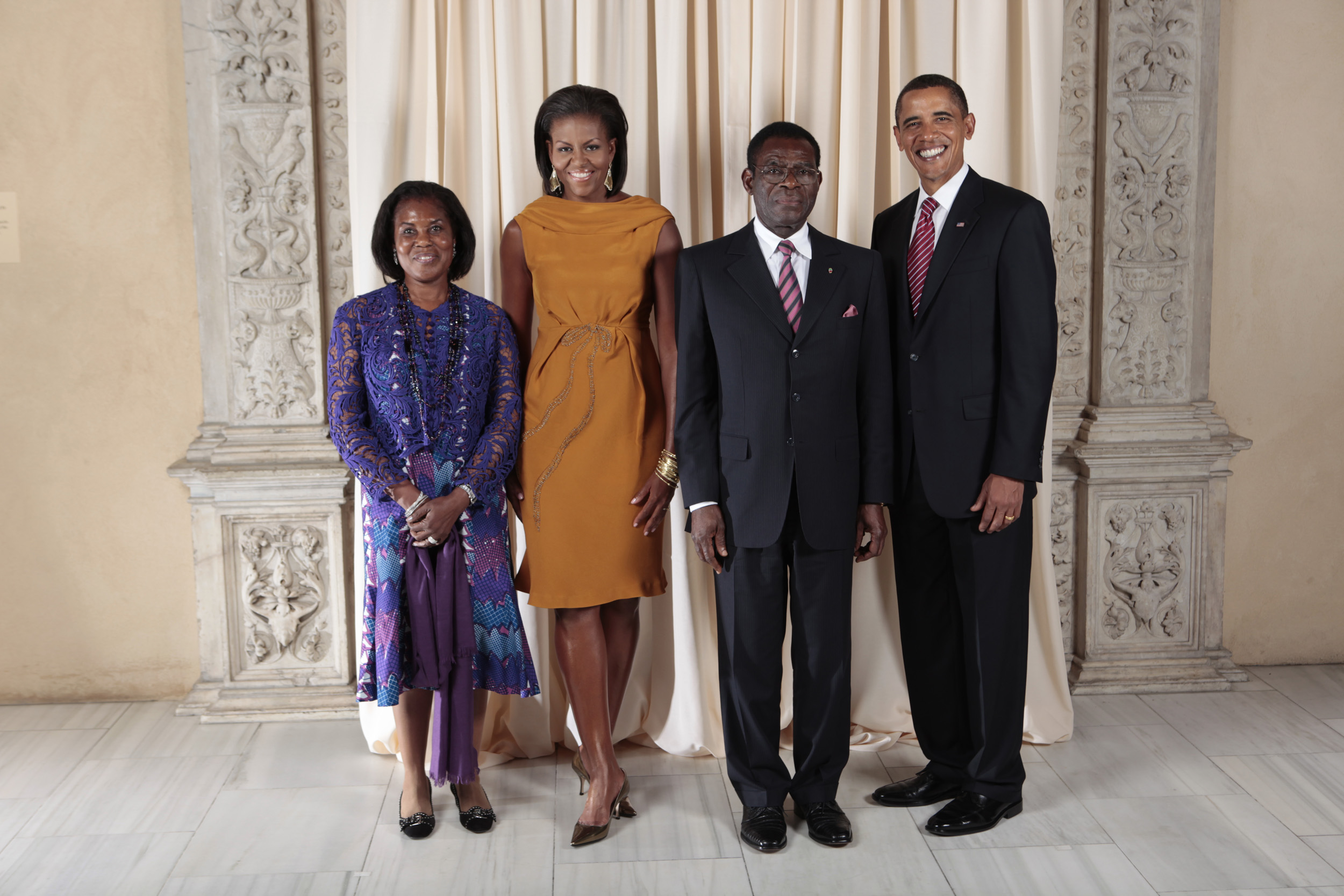
Teodoro Obiang z małżonką oraz Barackiem i Michelle Obamą

Gwinea Równikowa najlepsze stosunki utrzymuje z byłą metropolią, Hiszpanią. Stosunki dyplomatyczne pomiędzy oboma krajami nie były dotąd zerwane, a lekkiemu ochłodzeniu uległy w ostatnich latach rządów Macíasa oraz po nieudanym zamachu stanu w 2004 r. Hiszpania jest również najważniejszym partnerem kraju w dziedzinie gospodarki, nauki, techniki i handlu. Do państw, z którymi Gwineę Równikową łączą ciepłe relacje należą: Chiny wspomagające ten afrykański kraj finansowo, Francja będąca partnerem w obszarze finansów i wojskowości, Stany Zjednoczone, Korea Południowa, Kuba, Nigeria i Maroko. USA mają znaczny udział w sektorze naftowym państwa oraz pomagają państwu na polu wojskowym. Także Maroko jest znacznym wsparciem w dziedzinie obronności. Kuba to partner głównie w obszarze naukowym.
Gwinea Równikowa posiada placówki dyplomatyczne w ponad 30 krajach świata. Rośnie też znaczenie kraju ze względu na dochody z wydobycia ropy naftowej, a Gwinea Równikowa dąży do miana lokalnej potęgi.
Pomiędzy Gwineą Równikową a sąsiednimi państwami pojawiły się w ostatnich latach konflikty. Pierwszy spór, z Gabonem, dotyczył wyspy Mbane oraz ustalenia granicy w bogatej w ropę Zatoce Corisco. Kamerun, Nigeria i Gwinea Równikowa mają nie rozstrzygnięty spór o ujście rzeki Ntem i granice w Zatoce Gwinejskiej. Ponadto w 2008 r. służby Gwinei Równikowej zabiły kameruńskiego rybaka, co doprowadziło do zamknięcia granicy między krajami. Dotychczas Kamerun był ważnym partnerem tego kraju. Gwinea Równikowa eksportowała tam ropę, a importowała żywność.
Do międzynarodowych organizacji, do których przystąpiła Gwinea Równikowa należą:
- Organizacja Narodów Zjednoczonych
- Światowa Organizacja Zdrowia
- Światowa Organizacja Handlu
- Organizacja Narodów Zjednoczonych do spraw Rozwoju Przemysłowego
- Organizacja Narodów Zjednoczonych do Spraw Oświaty, Nauki i Kultury
- Ruch Państw Niezaangażowanych
- Międzynarodowy Fundusz Walutowy
- Grupa 77
- Unia Afrykańska
- Wspólnota Gospodarcza Państw Afryki Środkowej
- Komisja Gospodarcza Narodów Zjednoczonych ds. Afryki
- Afrykański Bank Rozwoju.

## Siły zbrojne

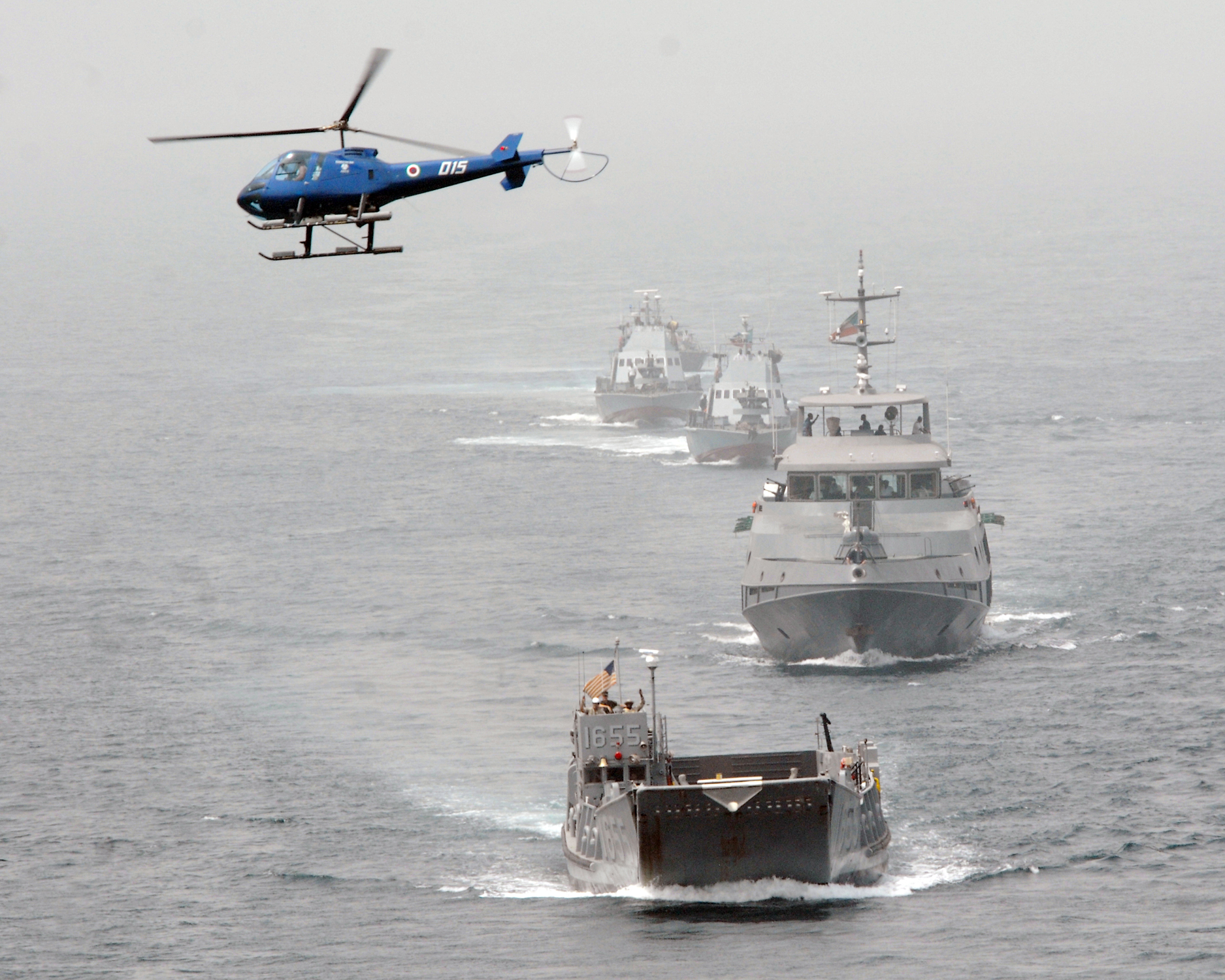
Ćwiczenia wojskowe armii USA i Gwinei Równikowej

Siły zbrojne Gwinei Równikowej składają się z wojsk lądowych, marynarki wojennej, sił powietrznych oraz żandarmerii. Głównym dowódcą jest prezydent Teodoro Obiang. Kontrolą sił zbrojnych zajmuje się też Ministerstwo Obrony Narodowej Gwinei Równikowej. Armia liczy ok. 2500 osób. Najliczniejszą formacją są wojska lądowe, w których służy 1400 żołnierzy. Jest więc niewielka oraz słabo wyposażona i wyszkolona. Dysponuje kilkoma radzieckimi pojazdami opancerzonymi. łodziami patrolowymi, 1 fregatą oraz 7 samolotami i helikopterami. Stan techniczny armii jest zły, bowiem większość wojskowego sprzętu oparta jest na technologii radzieckiej, rosyjskiej i ukraińskiej. Wydatki na armię maleją. W 2006 r. wydano na ten cel 9% rocznego budżetu, podczas gdy w 2012 r. poświęcono 1% rocznego budżetu. Podobnie przedstawia się stan wyszkolenia. Wyższe pozycje w armii obsadza się według koligacji rodzinnych (7 z 9 generałów jest członkami rodziny prezydenta). Stan wyszkolenia jest kiepski, a pośród żołnierzy brak dyscypliny. Nawet prezydent Obiang nie ufa armii i w skład własnej ochrony włączył Marokańczyków. Aby zmienić ten stan rzeczy zawarto umowy z Brazylią i USA na dostarczenie nowoczesnego sprzętu wojskowego. Ponadto żołnierze biorą udział w ćwiczeniach z armią Stanów Zjednoczonych. Powołano też do życia żandarmerię, której szkolenia podjęli się Francuzi.

## Podział administracyjny
Gwinea Równikowa podzielona została na 7 prowincji, na których czele stoi zarządca mianowany przez prezydenta. Prowincje dzielą się na 30 dystryktów, a te na 244 gmin.
| Lp. | Prowincja                     | Stolica             | Powierzchnia [km²] | Ludność (2015) | Gęstość zaludnienia [os/km²] |
| --- | ----------------------------- | ------------------- | ------------------ | -------------- | ---------------------------- |
| 1   | Annobón                       | San Antonio de Palé | 17                 | 5232           | 1191                         |
| 2   | Bioko Południowe              | Luba                | 1241               | 34 627         | 146                          |
| 3   | Bioko Północne                | Malabo              | 776                | 299 836        | 529                          |
| 4   | Kié-Ntem                      | Ebebiyín            | 3949               | 183 331        | 60                           |
| 5   | Prowincja Nadmorska           | Bata                | 6645               | 366 130        | 60                           |
| 6   | Prowincja Środkowo-Południowa | Evinayong           | 9931               | 141 903        | 20                           |
| 7   | Wele-Nzas                     | Mongomo             | 5478               | 191 383        | 58                           |

## Etnografia

Dziewczynka z plemienia Bubi

Ludność rdzenna, która stanowi ok. 99% populacji, to głównie ludy Bantu. Spośród nich zamieszkujący głównie kontynentalną część kraju (Mbini) Fangowie stanowią ok. 80% ludności, zaś kolejne 15% to lud Bubi, zamieszkujący wyspę Bioko (obecnie, z powodu migracji z kontynentu, Bubi stali się na tej wyspie mniejszością). Na pozostałą część populacji składa się kilka małych grup etnicznych, m.in. Fernandinos (na Bioko), Bisios i Ndowes (w regionie kontynentalnym) i Annobończycy (na wyspie Annobón, jedynym terytorium kraju na południowej półkuli). Na napływowe mniejszości narodowe składają się Europejczycy (przeważnie pochodzenia hiszpańskiego), a także sprowadzeni do pracy na plantacjach kakao i kawy Azjaci i Afrykanie. Afrykanie pochodzą z Liberii, Angoli i Mozambiku, a Azjaci to głównie Chińczycy. Istnieją również inne niewielkie mniejszości wywodzące się z Europy: brytyjska, francuska i niemiecka.
Po uzyskaniu niepodległości tysiące Gwinejczyków wyjechało do Hiszpanii. Około 100 tys. Gwinejczyków wyjechało do Kamerunu, Gabonu i Nigerii z powodu dyktatury Francisca Macíasa Nguemy. Duża liczba Gwinejczyków żyje w Brazylii, krajach hispanoamerykańskich, Stanach Zjednoczonych czy we Francji.
Imiona i nazwiska
Gwinejczycy mają dwa imiona, hiszpańskie i afrykańskie. Kiedy je zapisują, imię hiszpańskie jest pierwsze, a następnie afrykańskie, po czym zapisywane są nazwiska ojca i matki.

## Gospodarka

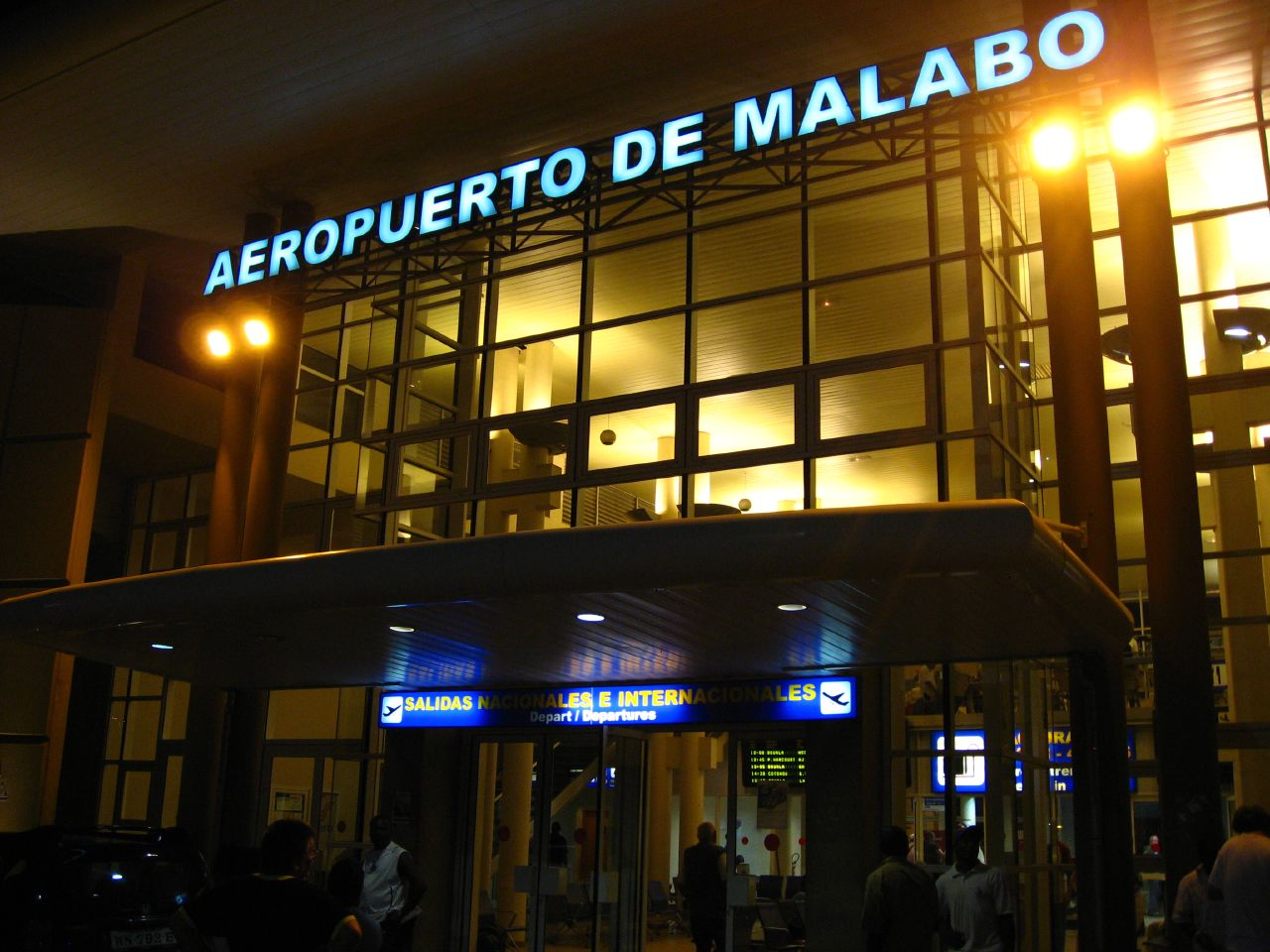
Międzynarodowy Port Lotniczy w Malabo

Przed uzyskaniem niepodległości gospodarka kraju oparta była na rolnictwie i zarabiała głównie na produkcji i eksporcie kakao oraz kawy. Po latach brutalnych rządów prezydenta Maciasa rolnictwo znalazło się w kryzysie. Obecny rząd próbuje poprawić jego stan i przywrócić poziom produkcji strategicznych towarów (kakao, kawa) z czasów kolonialnych. Odkrycie ogromnych złóż ropy naftowej w 1996 i początek jej eksploatacji przyczynił się do potężnego wzrostu wpływów budżetowych i to właśnie przemysł wydobywczy tego surowca odgrywa obecnie największą rolę w gospodarce Gwinei Równikowej. Przemysł generuje bowiem 88% zysku państwa. W 2004 roku Gwinea Równikowa była trzecim co do wielkości producentem ropy naftowej w Afryce subsaharyjskiej.
Od momentu uzyskania niepodległości Gwinea Równikowa ma najwyższy wskaźnik PKB wśród państw afrykańskich. W 2014 r. produkt krajowy brutto na 1 mieszkańca wyniósł 17 500 USD. Jednak większość mieszkańców kraju żyje w biedzie, a bogaci się tylko wąska elita ludzi powiązanych z władzą. Prąd dostępny jest z przerwami w większych miastach, brakuje też zdatnej do picia wody. Za sprawą bogatych złóż ropy ekonomiści wróżyli Gwinei Równikowej znaczny wzrost gospodarki. Po latach systematycznego wzrostu w 2013 r. jej gospodarka skurczyła się 1,5%. Poważnym problemem jest także wysoka i postępująca inflacja (6% w 2014 r., natomiast 3,2% w 2013 r.) oraz wysoki poziom bezrobocia (22% w 2013 r.). Wobec wysokiej wartości PKB Gwinei Równikowej nie są udzielane środki z programów pomocowych Międzynarodowego Funduszu Walutowego i Banku Światowego, które mogłyby poprawić sytuację w kraju. Mimo łamania praw człowieka przez krajowe władze i korupcji Gwinea Równikowa nadal jest atrakcyjnym krajem do inwestycji. Działają tu międzynarodowe firmy zajmujące się wydobywaniem ropy naftowej i gazu ziemnego oraz przemysłem drzewnym. Główni partnerzy to m.in. Stany Zjednoczone, Japonia, Chiny, Hiszpania czy Francja. Gospodarka Gwinei Równikowej charakteryzuje się dodatnim saldem, gdzie przychody z eksportu towarów takich jak ropa naftowa czy drewno przekraczają wydatki przeznaczone na import. Gwinea Równikowa importuje głównie maszyny wykorzystywane przy wydobyciu ropy, sprzęt budowlany oraz samochody.

### Finanse
Do 1958 r. w Gwinei Równikowej posługiwano się własną walutą, bikwele. Po tym roku przyjęto nową walutę. Przystąpiono bowiem do strefy franka CFA. W tym celu wprowadzono język francuski jako drugi język urzędowy państwa. Funkcję nadzorczą prowadzi Bank Państw Afryki Środkowej. W Gwinei Równikowej jest słabo rozwinięta sieć banków komercyjnych.

### Rolnictwo
Gwinea Równikowa posiada żyzne i dobrej jakości gleby oraz cechuje się sprzyjającymi warunkami klimatycznymi dla rozwoju rolnictwa (ciepło, duże opady deszczu) to rolnictwo odgrywa jednak niewielką rolę, choć większość społeczeństwa zatrudniona jest w sektorze rolniczym. W kraju dominują niewielkie gospodarstwa rolne nastawione na zaspokajanie własnych potrzeb. Najbardziej znaczącymi towarami wytwarzanymi przez rolnictwo jest kakao i kawa. Ich produkcja największa była w latach 60. XX w., których część przypadła na lata kolonialne. Podobnie jak całe rolnictwo, tak i ich produkcja załamała się w latach 70. XX w. Związane to było z surowymi i brutalnymi rządami pierwszego dyktatora kraju, Francisco Maciasa. Obecnie produkcja tych towarów oraz całe rolnictwo wychodzi z kryzysu notując wzrost. W większych ilościach uprawia się też ryż, ziemniaki, maniok, bawełna, banany oraz olej palmowy. Ważną gałęzią rolnictwa jest również leśnictwo. Dużą część powierzchni państwa pokrywają lasy równikowe bogate w cenne gatunki drzew np. mahoń, okume, akoga. Po latach zapaści rozwija się też rybołówstwo. Połowy prowadzone są głównie w okolicach wyspy Annobón i łowi się okonie, tuńczyki, makrele, dorsze, szczupaki, rekiny, raki i żółwie morskie.

### Przemysł

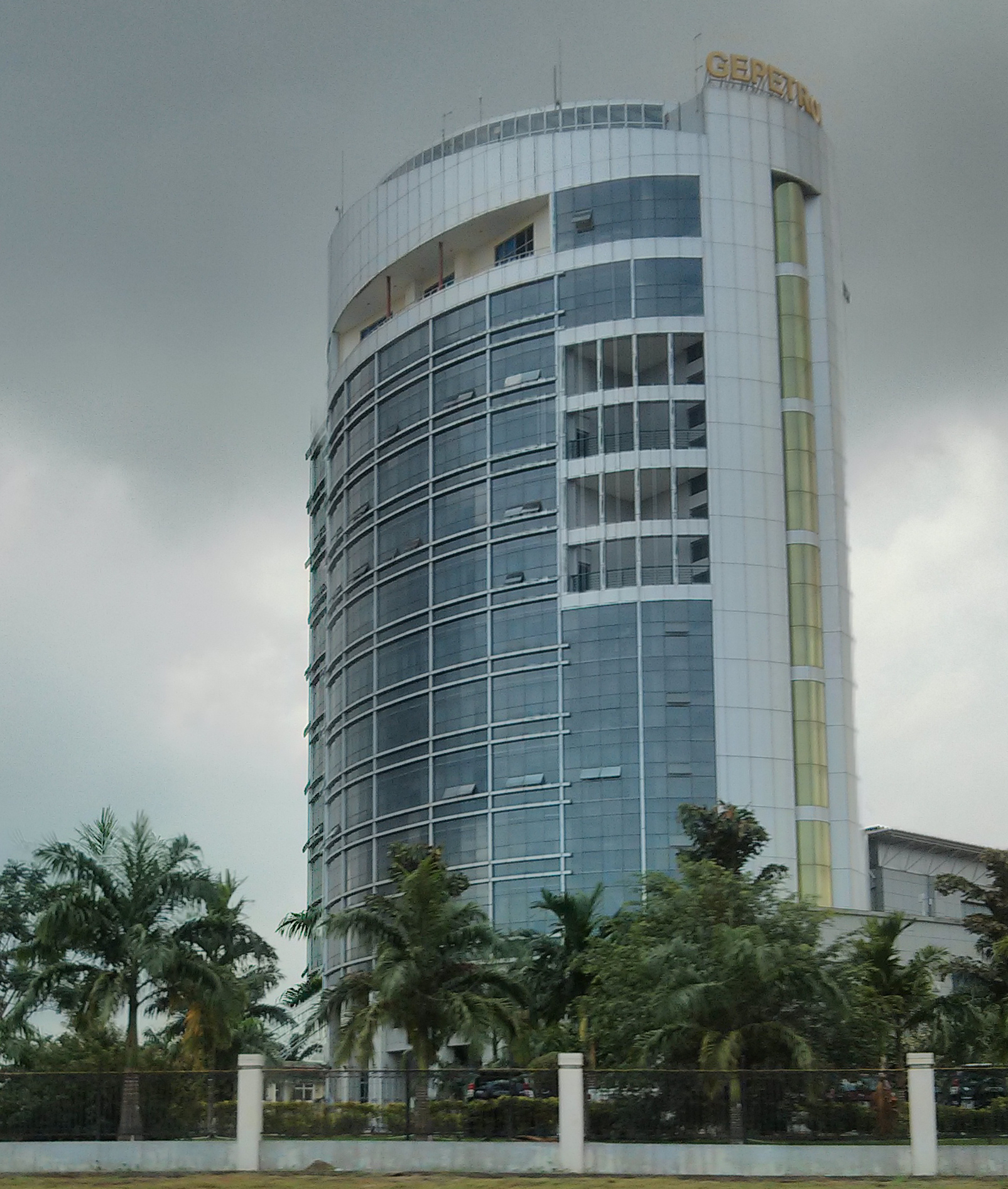
Siedziba GEPetrol w Malabo

Największą rolę w gospodarce Gwinei Równikowej odgrywa przemysł, głównie rafineryjny. Związane jest to z występowaniem bogatych złóż ropy naftowej i gazu ziemnego u wybrzeży tego państwa. Największe pola naftowe znajdują się w wodach szelfowych wyspy Bioko (są to Zafiro i Alba). Wydobycie prowadzą zagraniczne firmy naftowe takie jak ExxonMobil, Ocean Energy. Przedsiębiorstwa z rodzimym kapitałem to GEPetrol, które wydobywa ropę naftową oraz Sonagas, EG LNG eksploatujące gaz ziemny. W 2014 r. wydobyto średnio 248 000 baryłek ropy dziennie. Wydobycie było znacznie niższe od tego w rekordowym 2004 r., kiedy to wyniosło 393 000 baryłek dziennie. Średnia wydobycia ropy naftowej na przestrzeni 20 lat (1994-2014) wyniosła 213 500 baryłek dziennie. Mimo dużego wydobycia tego surowca zysk osiągają zagraniczne koncerny paliwowe, a zaledwie 20% zysku trafia do budżetu Gwinei Równikowej. Ponadto w kraju znajdują się słabo eksploatowane lub w ogóle nie wydobywane bogate rudy miedzi, złota, tytanu, cynku, ołowiu, tantalu, manganu i uranu. Znajdują się tu też zasobne pokłady boksytów, fosforytów, piasku i żwiru. Podobnie jak złoża metali są one słabo eksploatowane. Na krajowym rynku działają małe przedsiębiorstwa produkujące cement oraz żywność.

## Transport
Infrastruktura kraju jest słabo rozwinięta. W Gwinei Równikowej nie działa obecnie transport kolejowy.
Sieć dróg jest słabo rozwinięta. Znajduje się tu 2880 km dróg. W przeszłości większość nie była pokryta asfaltem. Zmieniło się to dopiero w trakcie rządów prezydenta Teodoro Obianga i obecnie ⅔ dróg jest wyasfaltowanych. W kraju znajduje się zaledwie jedna dwupasmowa droga szybkiego ruchu łącząca Bata, międzynarodowe lotnisko Mongomeyen i miasto Mongomo na granicy z Gabonem. Największym portem morskim jest Bata. Rząd Gwinei Równikowej chce odgrywać większą rolę w regionie Zatoki Gwinejskiej i w tym celu rozbudowanie port w Luba. Większe porty znajdują się ponadto w stolicy kraju, Malabo oraz Mbini.
Coraz większą rolę zaczyna odgrywać transport powietrzny. W kraju znajduje się 6 lotnisk. Największe z nich to Port lotniczy Malabo położone w Punta Europa nieopodal Malabo. Obsługuje ono połączenia z Hiszpanią, Francją, Niemcami, Szwajcarią, Holandią, Kamerunem, Gabonem, Etiopią, Nigerią, Beninem. Drugim międzynarodowym lotniskiem jest to w Mongomeyen. Głównym portem lotniczym kontynentalnej części kraju jest lotnisko w Bata. Mniejsze lotniska znajdują się w Mongomo i na Annobón. W 2004 r. tylko trzy lotniska miały utwardzony pas startowy. Na rozwój transportu lotniczego może wpłynąć całkowity zakaz lotów nad terytorium Europy nałożony krajowym przewoźnikom przez Komisję Europejską.

## Turystyka

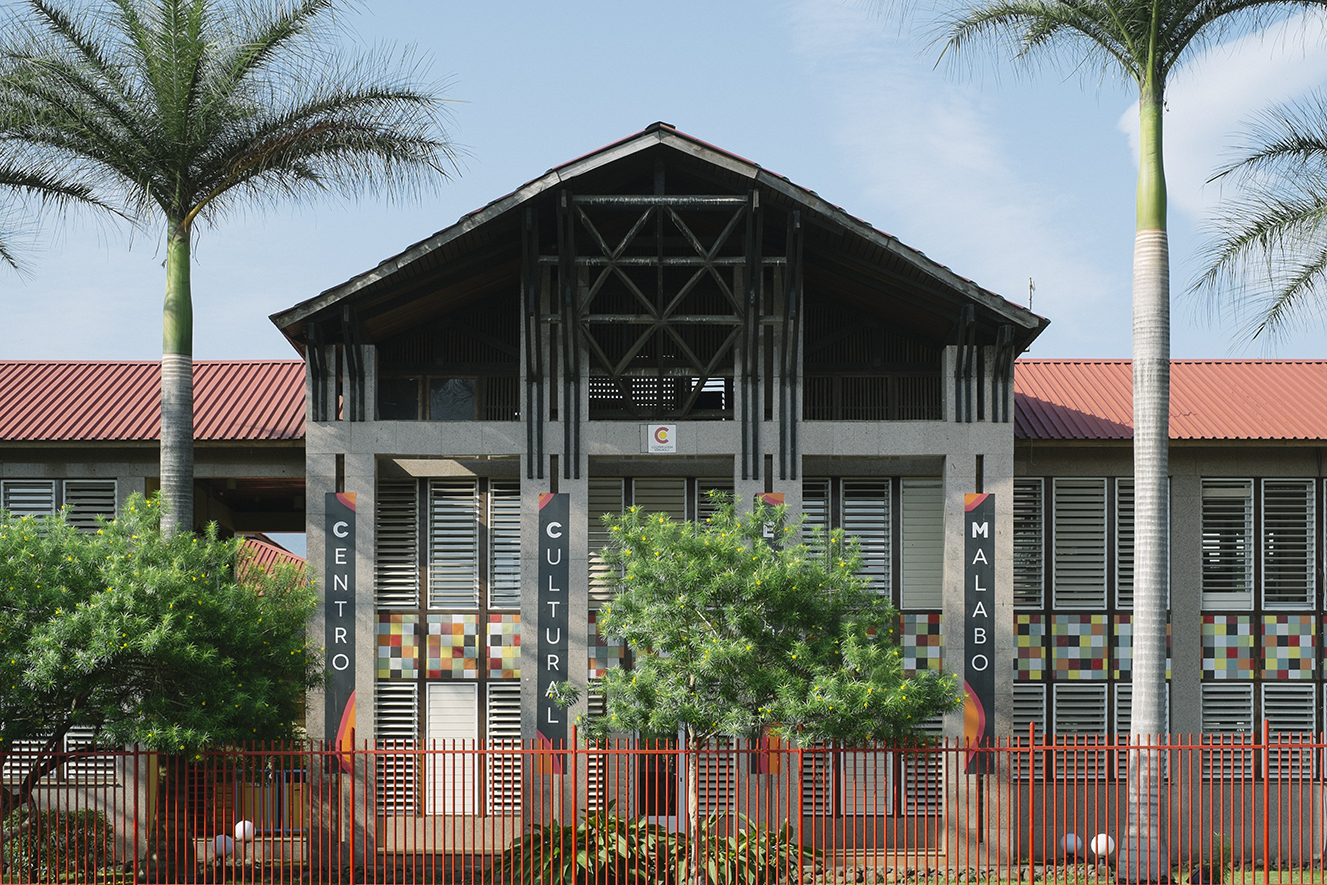
Centrum Kultury Hiszpańskiej w Malabo

Po latach terroru politycznego i izolacji kraju sektor turystyki jest słabo rozwinięty, choć powoli się rozwija (powstają wspaniałe luksusowe hotele). Najwięcej hoteli znajduje się w Malabo i Bata. Wartymi zwiedzenia są dwa największe miasta: Malabo z pięknie wkomponowanym w wybrzeże kolonialnym centrum miasta oraz Bata. Turystów przyciąga również dzika, niezbadana przyroda. Występują tu liczne, rzadkie gatunki zwierząt i roślin. Wiele z nich zagrożonych jest wyginięciem. Jest to idealne miejsce na plażowanie, odkrywanie miejscowych kultur, piesze wędrówki czy wspinaczki. Do odwiedzenia Gwinei Równikowej powinien zachęcać fakt, że jest to kraj o małej stopie przestępczości. Rzadko zdarzają się tu niewielkie kradzieże. Należy pamiętać, że jest to państwo o surowym prawie np. przewidziano wysokie kary za posiadanie narkotyków. Jednak odstraszać mogą procedury jakie trzeba załatwić przed podróżą. Aby wjechać na terytorium Gwinei Równikowej należy mieć ważny paszport oraz uzyskać wizę (w Europie można to zrobić w ambasadach tego państwa w Hiszpanii lub Francji, a w Afryce u przedstawicieli w Gabonie, Nigerii lub Kamerunie). Przed wyjazdem należy zadbać też o odpowiednie szczepienia przeciw żółtej febrze, żółtaczce, wściekliźnie, durowi brzusznemu oraz zabezpieczyć się przed malarią.

## Demografia

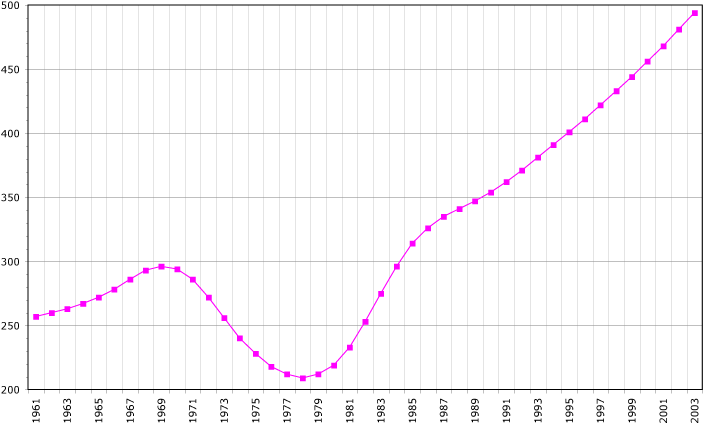
Zmiany ludności między 1961 a 2003 (FAO, 2005). Ludność w tysiącach mieszkańców

Liczba ludności wynosi 740 743 (stan na lipiec 2015 r.). Liczba ludności stale rośnie za sprawą wysokiego przyrostu naturalnego. Pod względem liczby ludności jest to 167 kraj na świecie. Pod tym względem ustępuje Bhutanowi, a wyprzedza Czarnogórę. Wskaźnik przyrostu ludności odnotował spadek jedynie w czasach brutalnych i krwawych rządów Francisco Maciasa (wynosiła tylko ok. 110 000). Wtedy to duża część obywateli udała się na emigrację.
Gęstość zaludnienia wynosi 18 osób na km². Najsłabiej zaludnionym rejonem jest interior regionu Mbini (nie biorąc pod uwagę bezludnych wysp). Przeważają tam lasy równikowe, małe wioski oraz opuszczone plantacje jeszcze z czasów kolonialnych. Największą gęstość zaludnienia mają największe miasta kraju: Malabo i Bata oraz wyspa Bioko, na której znajduje się wiele „czynnych” plantacji. Gęstość zaludnienia Gwinei Równikowej jest słabsza niż innych państw Afryki. Większość ludności żyje na wsi (55% mieszkańców).
Gwinea Równikowa to kraj zróżnicowany pod względem etnicznym. Ludność rdzenna, która stanowi ok. 99% populacji, to głównie ludy Bantu. Spośród nich zamieszkujący głównie kontynentalną część kraju (Mbini) Fangowie stanowią ok. 80% ludności, zaś kolejne 15% to lud Bubi, zamieszkujący wyspę Bioko (obecnie, z powodu migracji z kontynentu, Bubi stali się na tej wyspie mniejszością). Osoby z plemienia Fang posiadają kontrolę nad polityką starając się marginalizować Bubi. To i ogromna dysproporcja pomiędzy ludami sprawiają, że pojawiają się separatystyczne tendencje Bubi na rodzimej Bioko. O wyjątkowości Bubi świadczy między innymi fakt, że jako jednen z nielicznych ludów Afryki przyjął on dziedziczenie majątku w linii matczynej. Na pozostałą część populacji składa się kilka małych grup etnicznych. Są to np. Fernandinos zamieszkujący obecnie Bioko i będący potomkami niewolników wyzwolonych przez Brytyjczyków w XIX w., którzy przybyli na wyspę z regionu kontynentalnego. Ludy mieszkające na wybrzeżu Mbini są potocznie nazywani „pleyeros” i do tej grupy należą: Ndowes, Bujebas, Balengues, Bengas. Bardzo małymi ludami są tzw. „crioulos”, którzy mają mieszane portugalsko- afrykańskie korzenie) i Annobończycy zamieszkujący wyspę Annobón, jedynym terytorium kraju na południowej półkuli. Na napływowe mniejszości narodowe składają się Europejczycy (przeważnie pochodzenia hiszpańskiego), a także sprowadzeni do pracy na plantacjach kakao i kawy Azjaci i Afrykanie. Afrykanie pochodzą z Liberii, Angoli i Mozambiku, a Azjaci to głównie Chińczycy. Istnieją również inne niewielkie mniejszości wywodzące się z Europy: hiszpańska, brytyjska, francuska i niemiecka, której liczba wynosi ok. 1000.
Po uzyskaniu niepodległości tysiące Gwinejczyków wyjechało do Hiszpanii. Ten trend utrzymuje się również w dzisiejszych czasach, a powodem tego stanu rzeczy jest ubóstwo. Około 100 tys. Gwinejczyków wyjechało do Kamerunu, Gabonu i Nigerii z powodu dyktatury Francisca Macíasa Nguemy. Duża liczba Gwinejczyków żyje w Brazylii, w krajach Ameryki Środkowej, Stanach Zjednoczonych czy we Francji.
Ludność Gwinei Równikowej
- Struktura wiekowa:

Dzieci – 1 do 14 lat – 40,47%
Młodzież i dorośli w wieku produkcyjnym – 15 do 64 lat – 55,53%
Dorośli w wieku poprodukcyjnym – ponad 65 lat – 4,01%
- Przyrost naturalny: 2,51% (23 pozycja na świecie)
- Wskaźnik urodzin: 33,31 urodzin/ 1000 osób
- Wskaźnik śmiertelności: 8,91 zgonów/ 1000 osób
- Wskaźnik migracji: 0 migracji/ 1000 osób
- Struktura płci:

przy urodzeniu – 1,03 mężczyzn/ kobiet
poniżej 15 lat – 1,03 mężczyzn/ kobiet
15 do 64 lat – 2,106 mężczyzn/ kobiet
powyżej 64 lat – 0,72 mężczyzn/ kobiet
w całej populacji – 0,99 mężczyzn/ kobiet
- Śmiertelność noworodków: 69,17 zgonów/ 1000 żywych urodzeń (14 pozycja na świecie)
- Średnia długość życia:

w całej populacji – 63.85 lata
mężczyźni – 62,76 lata
kobiety – 64,97 lata
- Wskaźnik urodzin: 4,57 dzieci/ kobietę
- Zatrudnienie dzieci: 35 382 (28%)

## Miasta

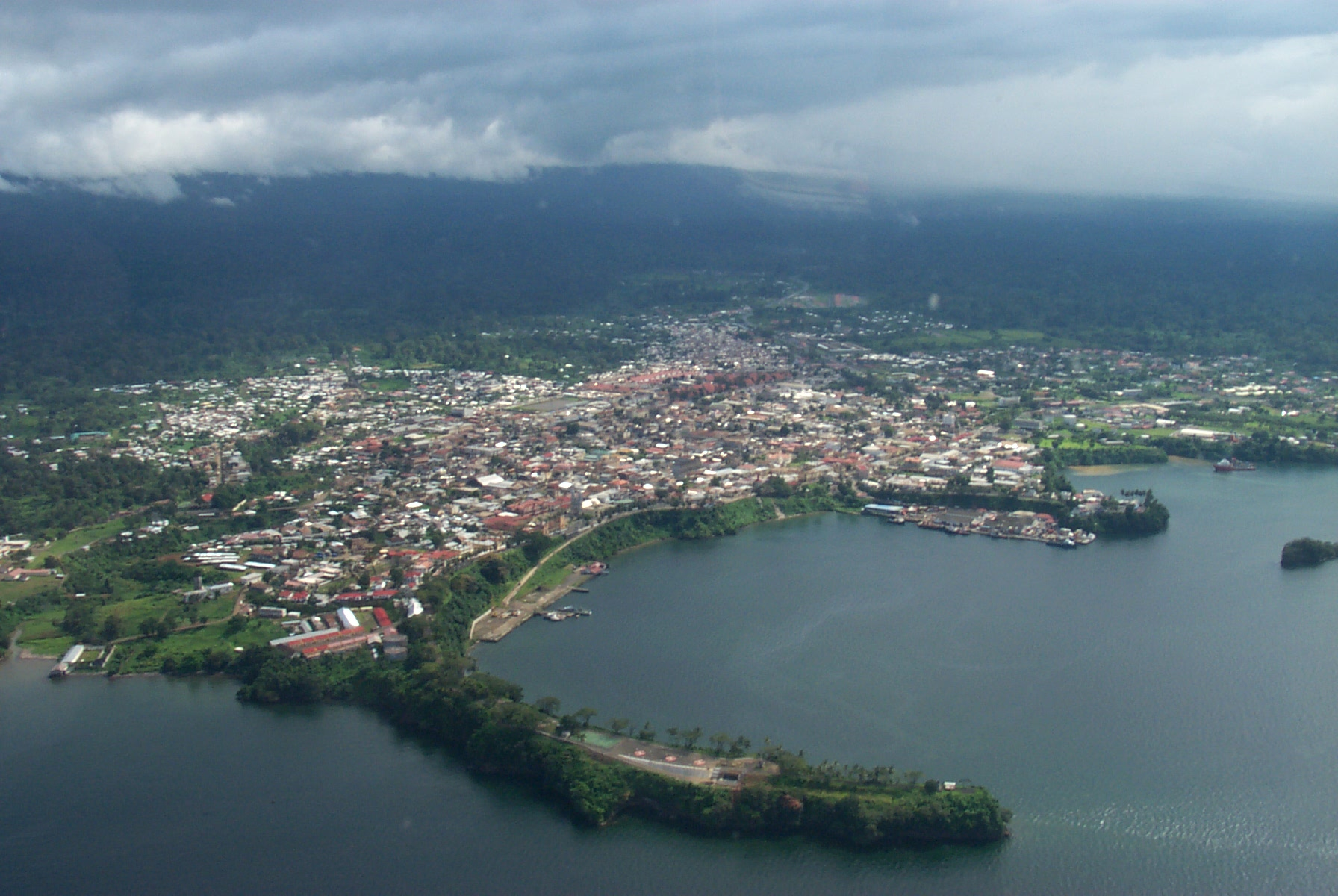
Widok na port w Malabo

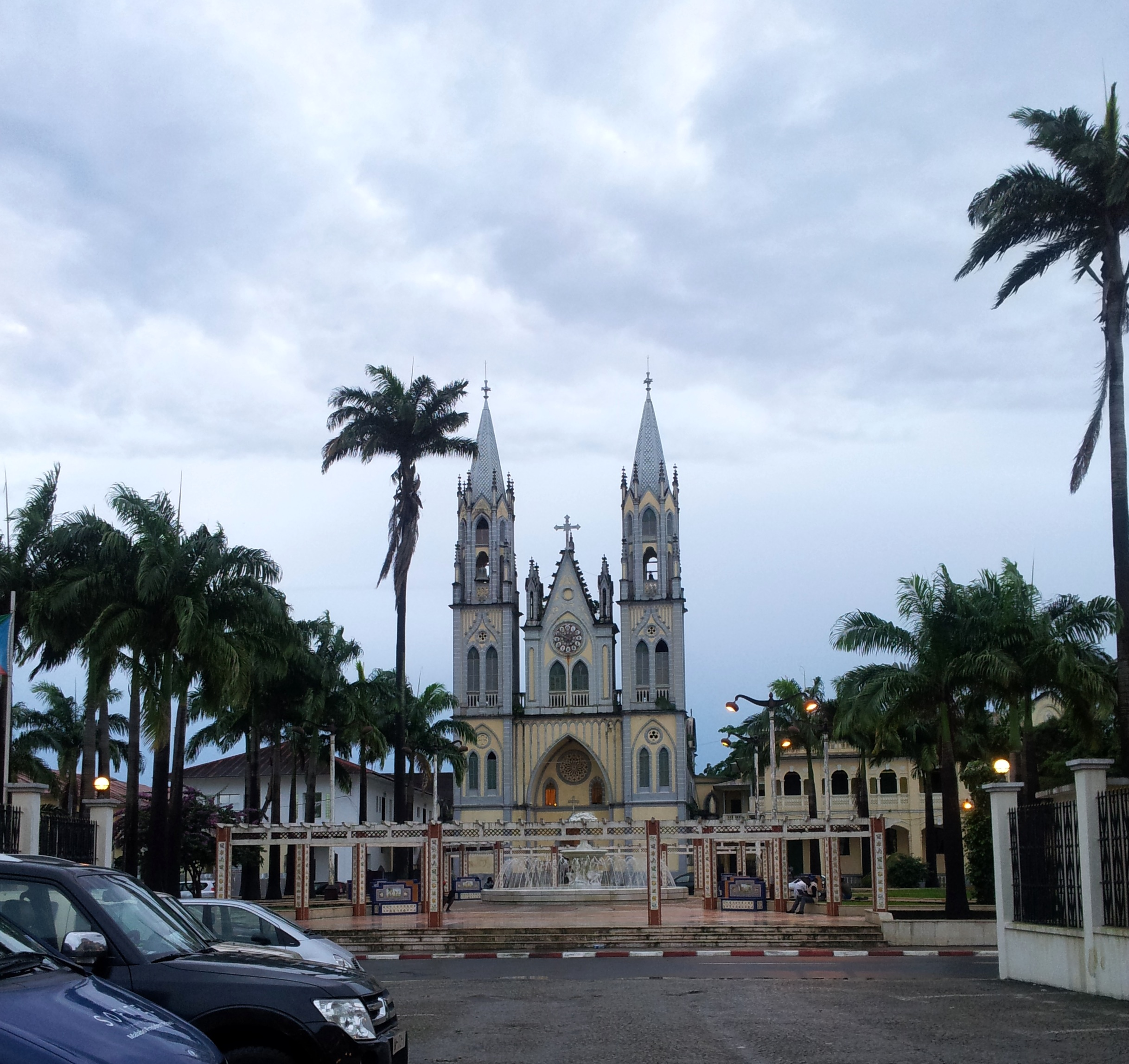
Katedra św. Izabeli w Malabo

Na tle innych miast w Gwinei Równikowej wyróżniają się dwie tamtejsze „metropolie”: Bata oraz Malabo. Bata jest to największe miasto kraju położone w części kontynentalnej liczące 230 282 mieszkańców (dane z 2001 r.). Na drugim miejscu, biorąc pod uwagę liczbę ludności, znajduje się położona na wyspie Bioko stolica państwa Malabo. Według spisu ludności 2001 r. zamieszkuje ją 211 276 mieszkańców. Do miast liczących powyżej 200 tys. mieszkańców ma dołączyć Oyala, która ma też zostać nową stolicą Gwinei Równikowej w 2020 r. W Gwinei Równikowej znajduje się tylko 22 miasta powyżej 10 tys. mieszkańców (dane z 2001 r.).
| Lp. | Miasto      | Prowincja                     | Liczba mieszkańców (2001 r.) |
| --- | ----------- | ----------------------------- | ---------------------------- |
| 1.  | Bata        | Prowincja Nadmorska           | 230 282                      |
| 2.  | Malabo      | Bioko Północne                | 211 276                      |
| 3.  | Ebebiyín    | Kié-Ntem                      | 60 747                       |
| 4.  | Mongomo     | Wele-Nzas                     | 53 510                       |
| 5.  | Añisok      | Wele-Nzas                     | 40 395                       |
| 6.  | Niefang     | Prowincja Środkowo-Południowa | 37 273                       |
| 7.  | Evinayong   | Prowincja Środkowo-Południowa | 36 521                       |
| 8.  | Nsok nsomo  | Kié-Ntem                      | 32 979                       |
| 9.  | Bidjabidjan | Kié-Ntem                      | 28 144                       |
| 10. | Luba        | Bioko Południowe              | 23 870                       |
| 11. | Cogo        | Prowincja Nadmorska           | 23 121                       |
| 12. | Mbini       | Prowincja Nadmorska           | 20 295                       |
| 13. | Acurenam    | Prowincja Środkowo-Południowa | 20 255                       |
| 14. | Micomiseng  | Kié-Ntem                      | 20 226                       |
| 15. | Aconibe     | Wele-Nzas                     | 20 105                       |
| 16. | Nkimi       | Prowincja Środkowo-Południowa | 16 461                       |
| 17. | Nsork       | Wele-Nzas                     | 16 037                       |
| 18. | Mongomeyen  | Wele-Nzas                     | 15 644                       |
| 19. | Bicurga     | Prowincja Środkowo-Południowa | 15 346                       |
| 20. | Nkue        | Kié-Ntem                      | 14 955                       |
| 21. | Ayene       | Wele-Nzas                     | 12 289                       |
| 22. | Baney       | Bioko Północne                | 11 893                       |
| 23. | Nasng       | Kié-Ntem                      | 10 228                       |

## Religia
W kraju panuje wolność dotycząca wyznawania religii, zagwarantowana przez prawo. W szkołach prowadzone są także lekcje religii. Przeważająca większość mieszkańców Gwinei Równikowej to chrześcijanie, a większość z nich należy do Kościoła katolickiego. Kościół katolicki znajdował się w kryzysie za czasów prezydenta Francisco Macíasa, kiedy to dyktator nadał sobie tytuł „Wielkiego Czarownika” i zdelegalizował kościół w 1978 r. Ten stan rzeczy nie trwał długo, a Kościół mógł już legalnie działać po dojściu do władzy Teodoro Obianga w 1979 r. Silna jest też pozycja kleru, lecz księża zauważający problem łamania praw człowieka są wtrącani do więzienia. Zaledwie kilka procent stanowią protestanci. Są to głównie baptyści i episkopalianie. Około 2% społeczeństwa to poganie oddający cześć obiektom przyrodniczym uważanym za święte np. drzewom, strumykom. Mimo ochrzczenia część chrześcijan nadal praktykuje pogańskie rytuały pełne muzyki i tańców, a lud Fang nadal praktykuje poligamię. Ludzie wierzą także w dobre i złe duchy, a ochronę zapewniają im amulety. Rosnącą grupą religijną są muzułmanie, głównie sunnici, za sprawą imigrantów z Afryki Zachodniej i Bliskiego Wschodu.
Struktura religijna kraju w 2020 roku według The ARDA:
- katolicyzm – 71,3%,
- niestowarzyszeni chrześcijanie – 12,3%,
- protestantyzm i niezależne Kościoły – 4,7% (wg Operation World gł.: Kościoły zielonoświątkowe, ewangelikalne, Kościół Nowoapostolski, Kościół Adwentystów Dnia Siódmego i Świadkowie Jehowy – ok. 0,5%[87]),
- brak religii – 5,5%,
- islam – 4,1%,
- tradycyjne religie plemienne – 1,75%,
- bahaizm – 0,39%.

## Święta
| Data            | Polska nazwa         | Oryginalna nazwa |
| 1 stycznia      | Nowy Rok             |                  |
| 1 maja          | Dzień Pracy          |                  |
| 25 maja         | Dzień OJA            |                  |
| 3 sierpnia      | Święto Sił Zbrojnych |                  |
| 12 października | Dzień Niepodległości |                  |
| 10 grudnia      | Dzień Praw Człowieka |                  |
| 25 grudnia      | Boże Narodzenie      |                  |

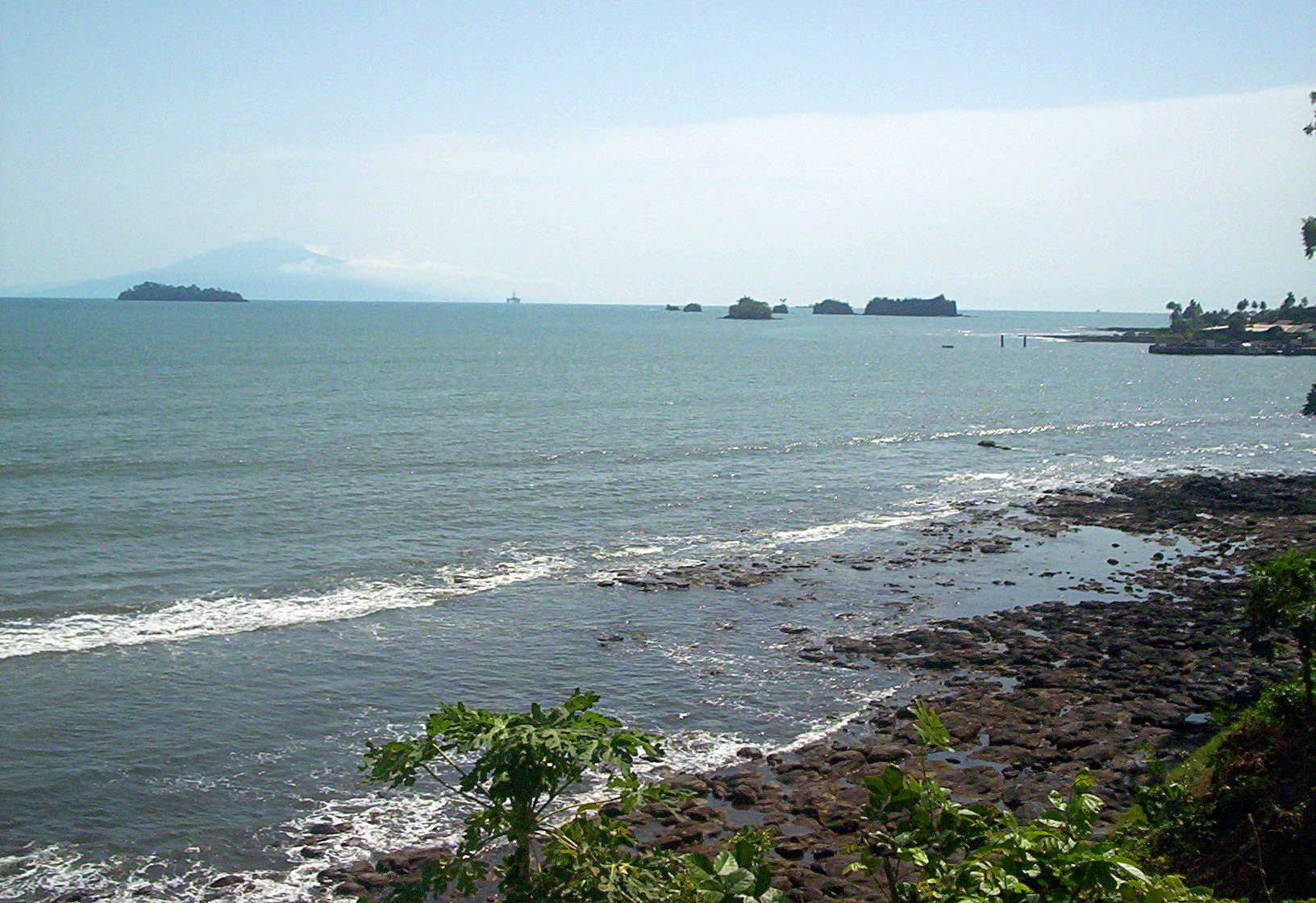
Wybrzeże wyspy Bioko

Świętami państwowymi w Gwinei Równikowej są także Wielki Piątek oraz Poniedziałek Wielkanocny.

## Zdrowie
Gwinea Równikowa leży na terenie zagrożonym malarią. Choć od 2010 r. liczba potwierdzonych przypadków spada, to liczba zgonów na tę chorobę zaczęła nieznacznie maleć od 2012 r. W związku z malejącą liczbą zachorowań rząd zmniejszył także wydatki na prewencję nowych zakażeń. Duża część społeczeństwa cierpi na choroby pasożytnicze, infekcje górnych dróg oddechowych, gruźlicę, grypę, tyfus, choroby serca. Szerzą się zakaźne choroby tropikalne spowodowane np. brakiem czystej, bieżącej wody. Dużym problemem były komplikacje poporodowe, niedożywienie oraz HIV (AIDS wywołane wirusem HIV jest największą przyczyną zgonów). Wirusem HIV było zarażonych w 2014 r. 6,16% ludności (31 600 mieszkańców).
Opieka zdrowotna w Gwinei Równikowej stoi na słabym poziomie. Przychody z ropy naftowej mogłyby być wykorzystane na poprawę sytuacji w służbie zdrowia, ale są marnotrawione. W 2004 r. było 25 lekarzy, 40 pielęgniarek, 2 położne, 1 dentysta i farmaceuta na 100 tys. mieszkańców. W kraju działa niewiele szkół medycznych, więc przyszły personel aby uczyć się zawodu wyjeżdża za granicę. Najczęściej ludzie ci nie wracają do ojczyzny, ponieważ pensje lekarzy w innych krajach są wyższe od tych w Gwinei Równikowej. Do głównych celów ochrony zdrowia należą: lepszy system szczepień i profilaktyki, walka przeciw chorobom tropikalnym, skuteczniejsze diagnozowanie i leczenie HIV/ AIDS, zwiększenie opieki nad kobietami w ciąży. Do głównych wyzwań należy także powiększenie opieki szpitalnej i farmaceutycznej. System służby zdrowia Gwinei Równikowej składa się z czterech poziomów. Pierwszy z nich to punkty zdrowotne w każdej wsi powyżej 600 osób. Na wyższym szczeblu znajdują się przychodnie z wykwalifikowaną pielęgniarką na poziomie średnio zaawansowanym, następnie szpitale na poziomie dystryktów. Najwyższy stopień zajmują dwa szpitale krajowe. Największy udział mają ośrodki publiczne, zaś 20% zajmują ośrodki prywatne.

## Oświata

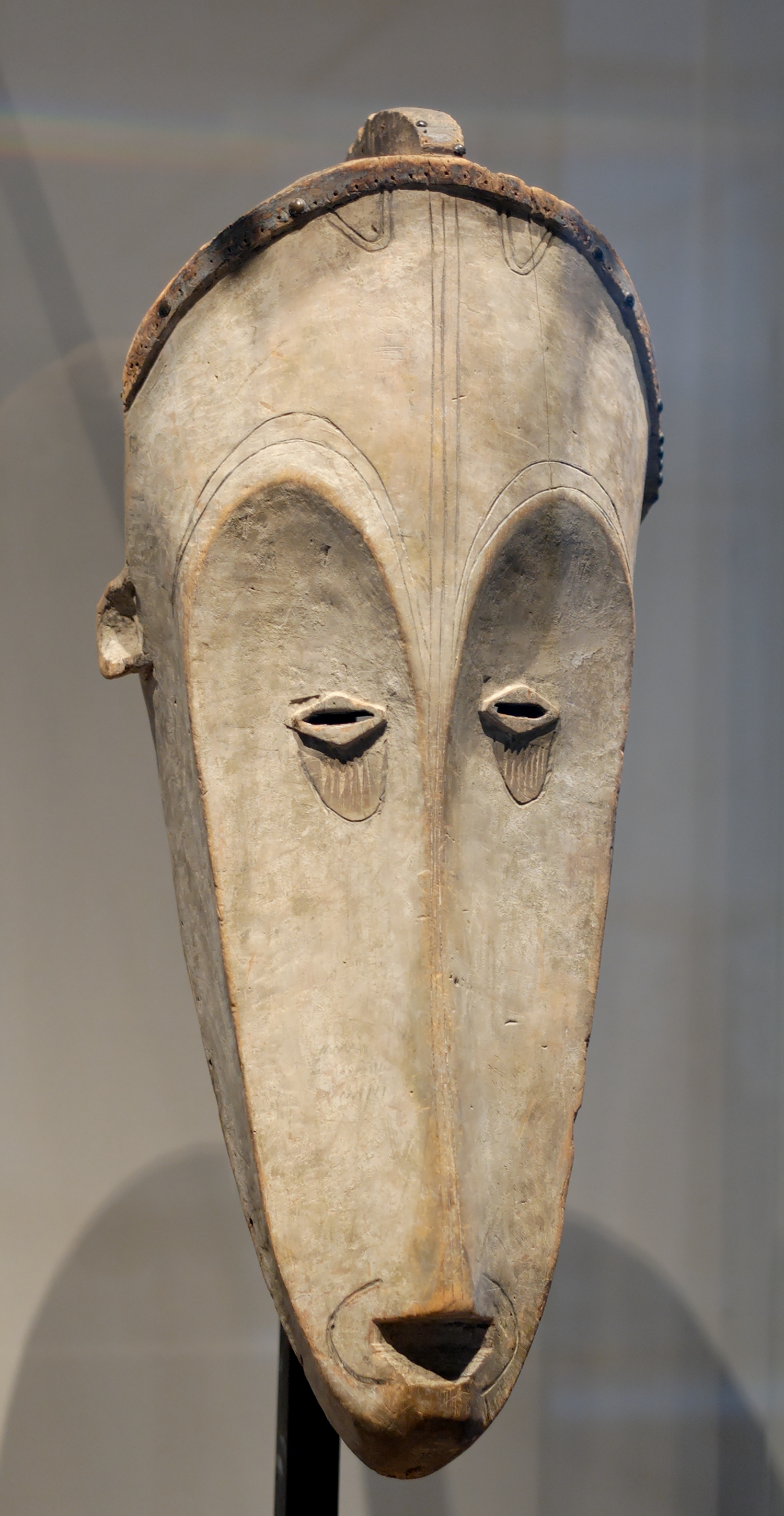
Maska ludu Fang

Oświata znajduje się na słabym poziomie. Jednak poziom analfabetyzmu jest niski. 95,3% społeczeństwa potrafi czytać i pisać (wśród mężczyzn 97,4%, wśród kobiet 93%). Nakłady państwa w sferze oświaty są niskie i w 2009 r. sięgnęły ok. 2% wszystkich środków budżetowych. Szkoły są przeludnione. Stosunek uczniów do nauczycieli w szkołach podstawowych wyniósł w 2000 r. 43:1, a w szkołach średnich na jednego nauczyciela przypada 23 uczniów. Brakuje także materiałów do nauki, a nauczyciele są źle opłacani.
System oświaty w Gwinei Równikowej jest wzorowany na modelu francuskim. Dzieci w wieku 3- 6 lat mogą chodzić do przedszkola, lecz ten trzyletni stopień edukacji jest słabo dostępny dla ludności wiejskiej. Powszechnym obowiązkiem szkolnym są objęte dzieci w wieku od 6 do 11 lat. Na tym poziomie edukacja jest bezpłatna. Dzieci mają takie przedmioty jak język francuski, język hiszpański, matematyka, wiedza o społeczeństwie, przyroda, WF, muzyka, sztuka. nabywają też umiejętności praktycznych. Po pięcioletniej szkole podstawowej dzieci chcące kontynuować naukę uczęszczają do czteroletniej szkoły średniej pierwszego stopnia, a następnie trzyletniej szkoły średniej drugiego stopnia. Na tym etapie rozszerzany jest zakres przedmiotów ze szkoły podstawowej i dochodzą nowe takie jak historia, geografia, fizyka, chemia, technika, literatura. Po ukończeniu szkoły średniej i zdaniu egzaminu można zapisać się na studia na krajowym uniwersytecie („Universidad Nacional de Guinea Ecuatorial” w Malabo) lub wyjechać za granicę. Do grona szkół wyższych ma dołączyć powstający w Oyali uniwersytet.

## Języki
Językami oficjalnymi Gwinei Równikowej są: hiszpański, francuski i portugalski.
Kraj ten jest jedynym państwem w Afryce, w którym językiem oficjalnym jest hiszpański za sprawą skolonizowania terenu dzisiejszego państwa przez Hiszpanów. Hiszpański jest też najczęściej używanym językiem oficjalnym i posługuje się nim 67,6% ludności. Zaledwie 32,4% przypada na pozostałe języki (dane z 1994 r.). Hiszpański służy jako język urzędowy, prasy. Używa się go do komunikacji pomiędzy grupami etnicznymi. Różni się on od języka, którym posługują się rodowici Hiszpanie tym, że „tú” (ty) zastępuje się „vosotros” (wy), czasami zaimki te używane są wymiennie z zaimkami grzecznościowymi „ustedes” i „usted”. Skracane są też niektóre słowa i końcówki: „-ado” przekształcone zostało w „-ao”, „luego” (potem) w „logo”. Pojawiają się trudności z określeniem rodzaju rzeczownika i rodzajnikiem „el” i „la”. Inna jest intonacja i fonetyka. Odmienne są również niektóre aspekty gramatyczne. Francuski, jako drugi język oficjalny, został przyjęty w 1997 r. Dodanie tego języka do grona oficjalnych było konieczne aby przystąpić do Wspólnoty Gospodarczej i Walutowej Afryki Centralnej i używać franka CFA. Portugalski to najmłodszy język oficjalny, bowiem został przyjęty w 2011 r. wraz z oficjalnym wejściem państwa w struktury Wspólnoty Państw Portugalskojęzycznych. Jest on pozostałością po panowaniu Portugalczyków, zanim tereny te zostały przekazane Hiszpanii. Po portugalsku mówi się głównie na Annobón i jest on podobny do tego używanego na Wyspach Świętego Tomasza i Książęcej. Ponadto używanych jest jeszcze 11 innych języków. Poszczególne ludy porozumiewają się w swoich narzeczach; i tak Fangowie używają języka fang, lud Bubi zamieszkujący Bioko – bubi, mieszkańcy wyspy Annobón – annobonés, Fernandinos – pichininglis z mnóstwem naleciałości hiszpańskich, każda grupa z ludów „pleyeros” posługuje się własnym językiem (nazwy języków takie same jak nazwy grup). Językami miejscowymi mówi się na co dzień w domach i między członkami tego samego ludu. To bogactwo językowe i kulturowe znalazło odzwierciedlenie w zapisie imion i nazwisk, ponieważ Gwinejczycy mają dwa imiona, hiszpańskie i afrykańskie. Kiedy je zapisują, imię hiszpańskie jest pierwsze, a następnie afrykańskie, po czym zapisywane są nazwiska ojca i matki.

## Kultura
Gwinea Równikowa to kraj wielokulturowy. Ciągle żywe są zwyczaje miejscowych ludów. Wpływ na kulturę tego kraju wywarł długi okres kolonialny, głównie hiszpański. Także izolacja geograficzna miała wpływ na zróżnicowanie etniczne i kulturowe. Widoczna jest różnica między częścią kontynentalną, która ma w sobie więcej „folkloru” Gwinei Równikowej, a wyspą Bioko, gdzie bardziej widoczne są naleciałości kolonialne. Rozwija się również muzyka i sztuka nowoczesna.

### Muzyka

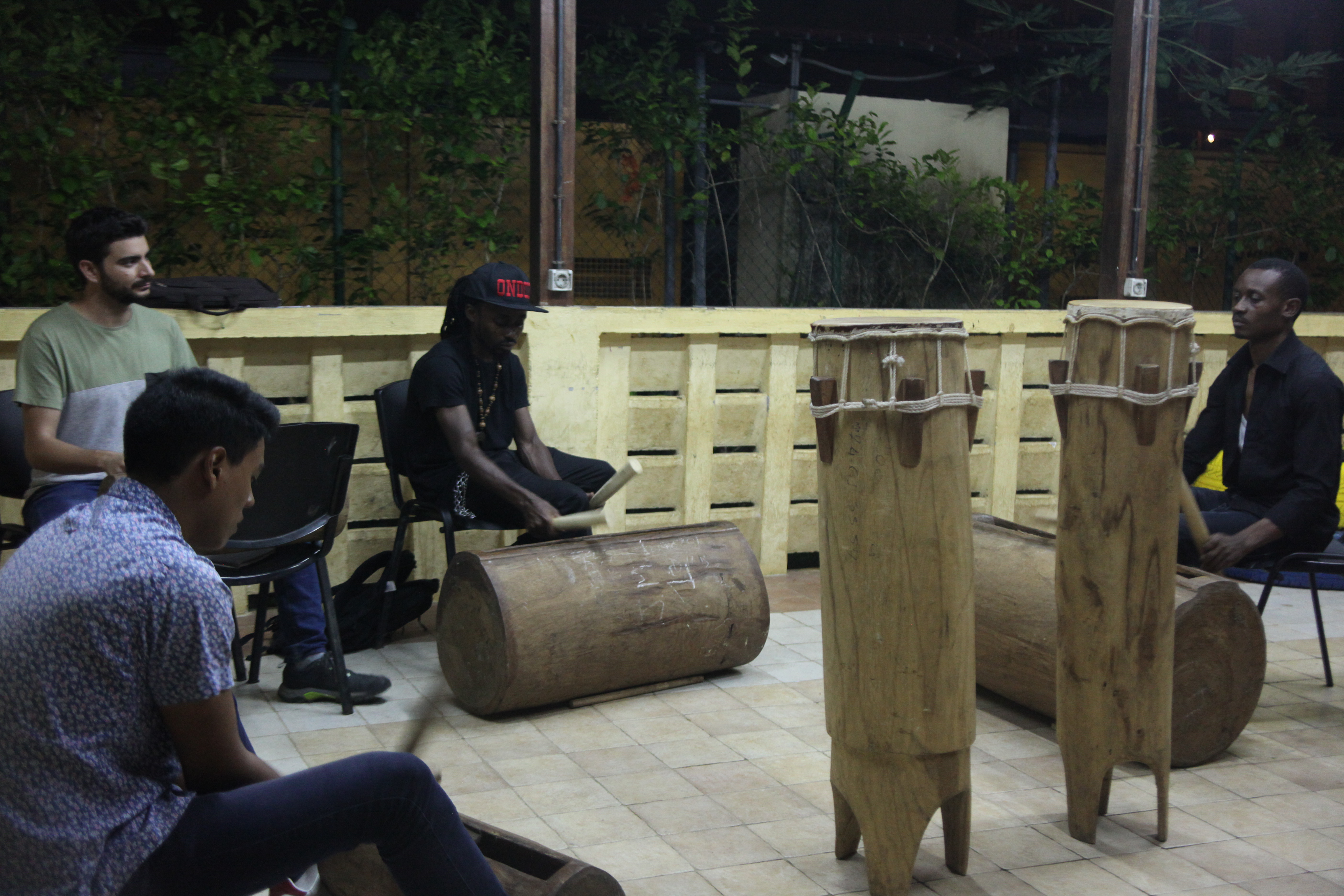
Lokalny zespół grający na tradycyjnych instrumentach

Muzyka to ważny element kultury Gwinei Równikowej. Żywa i popularna jest tradycyjna muzyka plemienna. Wykonywana jest przy akompaniamencie instrumentów, a tekst czy tańce wykonywane w takt muzyki mają swoje korzenie w rdzennych wierzeniach tutejszych ludów. Instrumenty, takie jak: ksylofon, bębny, zanza czy cytry są wykonane z drewna lub bambusa i pokrywane skórą zwierząt. Ich powierzchnia dekorowana jest motywami zwierzęcymi oraz wzorami geometrycznymi. dekoracje Wśród Fangów popularny jest mwet, instrument strunowy podobny do harfy robiony z bambusa. Do tradycyjnych tańców należą: „belélé” i „ibanga” będący tańcem plemiennym Fang, gdzie ciała kobiet i mężczyzn wykonujących go pokryte są białym pudrem. Popularna jest również muzyka nowoczesna. Do chętnie granych jej gatunków należą reggae i rock and roll.

### Sztuka
Tradycyjna sztuka plemienna opiera się przede wszystkim na wyrobie masek. Przedstawiają one głównie zwierzęta oraz ludzkie twarze. Ich kształt jest zniekształcony. Twarz ma kształt sercowaty, a np. nos jest wydłużony. Oczy, nos i usta zaznaczane są czarną farbą na białym tle. Maski często pokryte są kaolinem. Podczas obrzędów doczepiane są czasem zwierzęce rogi. Maski wykorzystuje się w trakcie obrzędów takich jak: dorastanie mężczyzny, ślub czy pogrzeb.
Gwinea Równikowa doczekała się również wspaniałego rzeźbiarza, Don Leandro Mbomio Nsue. Jego prace znalazły uznanie na całym świecie, a szczególnie w Hiszpanii. Dzięki kreatywności i wizjonerstwu nazywany jest „czarnym Picasso”, z którym się przyjaźnił.
Miejscem, gdzie sztuka nowoczesna miesza się z tradycjami afrykańskimi jest Muzeum Sztuki Nowoczesnej Gwinei Równikowej będące jednym z największych muzeów w Gwinei Równikowej.

### Literatura

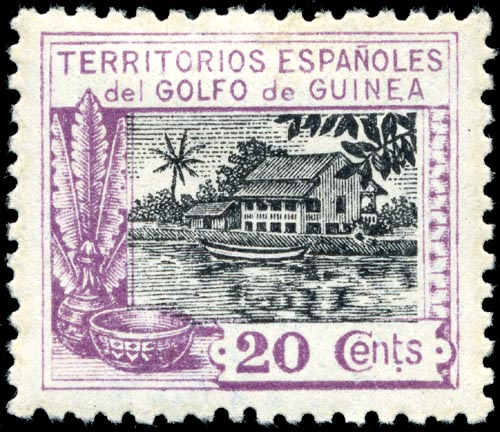
Znaczek pocztowy z czasów kolonialnych

Literatura Gwinei Równikowej dzieli się na trzy główne okresy. Okres kolonialny przyniósł dzieła opisujące pojawienie się Europejczyków w Afryce, przemiany dokonujące się w społeczeństwie w tym okresie oraz poczucie własnej tożsamości związaną z walką o niepodległość. Drugi okres to czas pisarzy emigrujących z kraju pod wpływem rządów Macíasa. Najnowszy okres rozpoczął się w latach 80. XX w., gdzie poruszane są różne motywy i tematy. Twórcy chętnie odwołują się do zagranicznych autorów np. Cervantesa, Octavio Paza i Pablo Nerudy oraz przekazywanych ustnie rodzimych legend i mitów. Do najbardziej znanych pisarzy pochodzących z Gwinei Równikowej należą: María Nsué Angüe i Donato Ndongo-Bidyogo. María Nsué Angüe jest pierwszą pisarką w historii tego kraju oraz twórczynią pierwszej powieści w niepodległej Gwinei Równikowej. W swojej twórczości porusza role kobiety w tradycji plemiennej, co można także odszukać w jej najpopularniejszej powieści Ekomo. Donato Ndongo- Bidyogo odwołuje się w swych dziełach do historii. W „Las tinieblas de tu memoria negra” akcje powieści osadza w czasach kolonialnych. Trudny temat emigracji z ojczyzny podejmuje w książce „El Metro”. Zajmuje się także historią literatury Gwinei Równikowej. Do pozostałych znanych twórców należą: Juan Balboa Boneke, Juan Tomás Ávila Laurel i Francisco Zamora Loboch. Gwinea Równikowa została sportretowana w książce hiszpańskiej autorki Luz Gabas, Palmy na śniegu, a także w filmie z 2015 r. pod tym samym tytułem w reżyserii Fernando González Molina. Zarówno książka, jak też film odwołują się ona do czasów kolonialnych i trudnych relacji między tubylcami a kolonizatorami.

### Kuchnia
Biznes restauratorski nie jest popularny w Gwinei Równikowej. Większość restauracji znajduje się w największych miastach kraju, czyli w Malabo i Bacie. Tam popularna jest kuchnia włoska czy chińska. Tradycyjna kuchnia jest oparta głównie na regionalnych potrawach ludów Bantu. Widoczne są także wpływy hiszpańskie. Specjalnościami tamtejszej kuchni są: kurczak podawany z masłem z orzeszków ziemnych i ryżem, grillowane mięso lub ryba z pokruszonymi nasionami dyni zawijanymi w liściach, bilola, czyli ślimaki oraz zupa paprykowa z mięsem lub rybą. Popularnym dodatkiem do potraw są bataty i jam. Chętnie wykorzystywane są banany i kokosy. Jeśli chodzi o napoje to pije się głównie osang, czyli rodzaj afrykańskiej herbaty i kawę. Z napoi alkoholowych popularny jest napój na bazie trzciny cukrowej (malamba) i wino palmowe.

## Sport
Najpopularniejszym sportem Gwinei Równikowej jest piłka nożna. Kraj ten organizował wiele imprez związanych z tym sportem. Były to: Puchar Narodów Afryki 2012 we współpracy z Gabonem, Puchar Narodów Afryki 2015 zorganizowany samodzielnie oraz Żeńskie Mistrzostwa Afryki w piłce nożnej, W tej ostatniej imprezie drużyna piłkarek została mistrzem kontynentu oraz uczestniczyła w Mistrzostwach Świata w Piłce Nożnej Kobiet 2011. Rozwija się także pływanie. Do znanych sportowców należy Éric Moussambani zwany „Erikiem Węgorzem”. Był to jedyny reprezentant Gwinei Równikowej w pływaniu na Letnich Igrzyskach Olimpijskich 2000 w Sydney, gdzie pokonał 100 metrów stylem dowolnym w czasie 1.52.72 – dwukrotnie wolniejszym od najszybszych rywali, gorszym także od rekordu świata Iana Thorpe’a na 200 metrów. Paula Barila Bolopa, która brała udział w Igrzyskach Olimpijskich w Sydney osiągnęła najwolniejszy czasu w historii igrzysk tego dystansu 50 m dla kobiet. W Igrzyskach Olimpijskich startują również lekkoatleci – biegacze.